# Texas
Texas (englisch [ˈtʰɛksəs] ⓘ oder [ˈtʰɛksɪs], von cadd. táyshaʔ ‚Freunde‘ oder ‚Verbündete‘) ist ein Bundesstaat im mittleren Süden der Vereinigten Staaten von Amerika. Er grenzt im Osten an Louisiana, im Nordosten an Arkansas, im Norden an Oklahoma, im Westen an New Mexico und im Süden und Südwesten an die mexikanischen Bundesstaaten Chihuahua, Coahuila, Nuevo León und Tamaulipas. Im Südosten wird Texas durch den Golf von Mexiko begrenzt. Mit einer Fläche von 695.621 km² und mehr als 30 Millionen Einwohnern im Jahr 2023 ist Texas – nach Alaska beziehungsweise Kalifornien – sowohl von der Ausdehnung her als auch von der Anzahl seiner Bewohner der zweitgrößte US-Bundesstaat.
Texas hat den Beinamen Lone Star State (übersetzt: Staat des einsamen Sterns), da auf seiner Flagge nur ein Stern zu sehen ist. Von der Bedeutung her trägt dieser der Tatsache Rechnung, dass Texas den USA als eigenständige Republik beitrat. Mit seinen 254 Countys hat Texas die meisten Countys eines Bundesstaats der Vereinigten Staaten. Der Metroplex Dallas-Fort Worth und der Großraum Houston sind die viert- bzw. fünftbevölkerungsreichsten Ballungsräume der USA. Die Hauptstadt des Bundesstaates ist Austin. Aufgrund seiner Größe und geologischer Gegebenheiten wie der Balcones-Verwerfung weist Texas vielfältige Landschaften auf. Von Osten nach Westen reicht die Landschaft von Küstensümpfen und Kiefernwäldern über sanfte Ebenen und schroffe Hügel bis hin zur Wüste und den Bergen des Big Bend.
Historisch gesehen prägten vor dem Zweiten Weltkrieg vier große Wirtschaftszweige die texanische Wirtschaft: Rinder, Baumwolle, Holz und Öl. Die Entdeckung großer Erdölvorkommen löste einen Wirtschaftsboom aus, der die Wirtschaft über weite Strecken des 20. Jahrhunderts trug. Seit der Mitte des 20. Jahrhunderts entwickelte Texas eine diversifizierte Wirtschaft sowie einen Hightech-Sektor, die in vielen Bereichen landesweit führend sind. Großlandschaftlich-kulturell hat Texas Anteil an drei US-Großregionen: den klassischen Südstaaten, den Präriestaaten des mittleren Westens und der Border-Region zu Mexiko. Politisch ist seit Jahrzehnten die Republikanische Partei führend. Mitbedingt durch Urbanisierung sowie demografische Veränderungen gelang es den Demokraten allerdings, bestimmte Bastionen (wie etwa die Border-Region entlang der Grenze zu Mexiko) zu halten oder punktuell sogar auszubauen. In der neueren Geschichte stellte Texas den 36. sowie den 43. US-Präsidenten: Lyndon B. Johnson und George W. Bush.

## Geografie

### Lage

Topografische Karte von Texas

Nach Alaska und vor Kalifornien ist Texas der zweitgrößte Bundesstaat der USA. Er liegt in der Mitte der von San Diego bis zur Südspitze von Florida reichenden US-Südgrenze und grenzt im Norden an Oklahoma, im Nordosten an Arkansas, im Osten an Louisiana, im Südwesten an Mexiko und im Nordwesten an New Mexico. Die Gesamtfläche des Bundesstaats beträgt 695.622 km². Damit ist Texas um rund 60.000 km² größer als Frankreich (632.734 km²) und fast doppelt so groß wie Deutschland (357.588 km²). Die längste geradlinige Entfernung in Nord-Süd-Richtung beträgt 1289 km. Sie führt von der nordwestlichen Ecke des Texas Panhandle bis zum Rio Grande kurz unterhalb von Brownsville. Die größte Ost–West-Entfernung ist fast ebenso lang. Sie beträgt 1.244 km und führt von der äußersten östlichen Biegung des Sabine River in Newton County bis hin zur äußersten westlichen Ausbuchtung des Rio Grande kurz oberhalb von El Paso.
Geografisch gesehen liegt Texas zwar im Süden der USA und ist somit Teil der Südstaaten. Die Südspitze des Bundesstaats befindet sich auf einem ähnlichen Breitengrad wie diejenige von Florida. Die großlandschaftlichen und auch kulturellen Unterschiede sind allerdings so groß, dass der Bundesstaat gleich drei US-Großregionen zugerechnet wird: dem Süden, den Great Plains und dem Südwesten. So liegt El Paso in der westlichen Ecke des Staates näher an San Diego, Kalifornien als an der osttexanischen Metropol Area Houston/Beaumont. Das an der Grenze zu Louisiana gelegene Orange wiederum liegt näher an Jacksonville, Florida, als an El Paso. Texarkana in der nordöstlichen Ecke des Bundesstaates wiederum ist von Chicago, Illinois, ebenso weit entfernt wie von El Paso. Dalhart in der nordwestlichen Ecke des Bundesstaates schließlich ist den Hauptstädten von Kansas, Nebraska, Colorado, New Mexico, Oklahoma und Wyoming näher als an der texanischen Staatshauptstadt Austin.
Der geografische Mittelpunkt von Texas liegt etwa 24 km nordöstlich von Brady im nördlichen McCulloch County. Der höchste Punkt ist mit 2.667 Metern über dem Meeresspiegel der Guadalupe Peak. Die tiefsten Lagen befinden sich dort, wo Texas auf den Golf von Mexiko trifft. Geografisch, großlandschaftlich und auch klimatisch ist die Lage von Texas insofern eine spezielle, weil hier die das Zentrum der USA bildende Präriezone direkt auf den Golf von Mexiko trifft, also ein Nebenmeer des Atlantischen Ozeans. Entsprechend liegt Texas in der Einzugszone gleich zweier kritischer Wetterphänomene: der Hurrikan-Zone an der atlantischen Ostküste sowie im Golf von Mexiko und dem „Tornado Alley“ – der Tornado-Zone des Mittleren Westens.
Die größte Stadt Houston liegt im Südosten des Staates. Die zweitgrößte Stadt San Antonio liegt im Süden, Dallas, die drittgrößte Stadt, und das unmittelbar angrenzende Fort Worth liegen im Nordosten. Alle diese Städte liegen innerhalb des sogenannten Texanischen Dreiecks (Texas Triangle), in dem knapp drei Viertel der Bevölkerung leben. El Paso liegt im äußersten Westen und Corpus Christi liegt im Süden an der Golfküste.

### Geologie

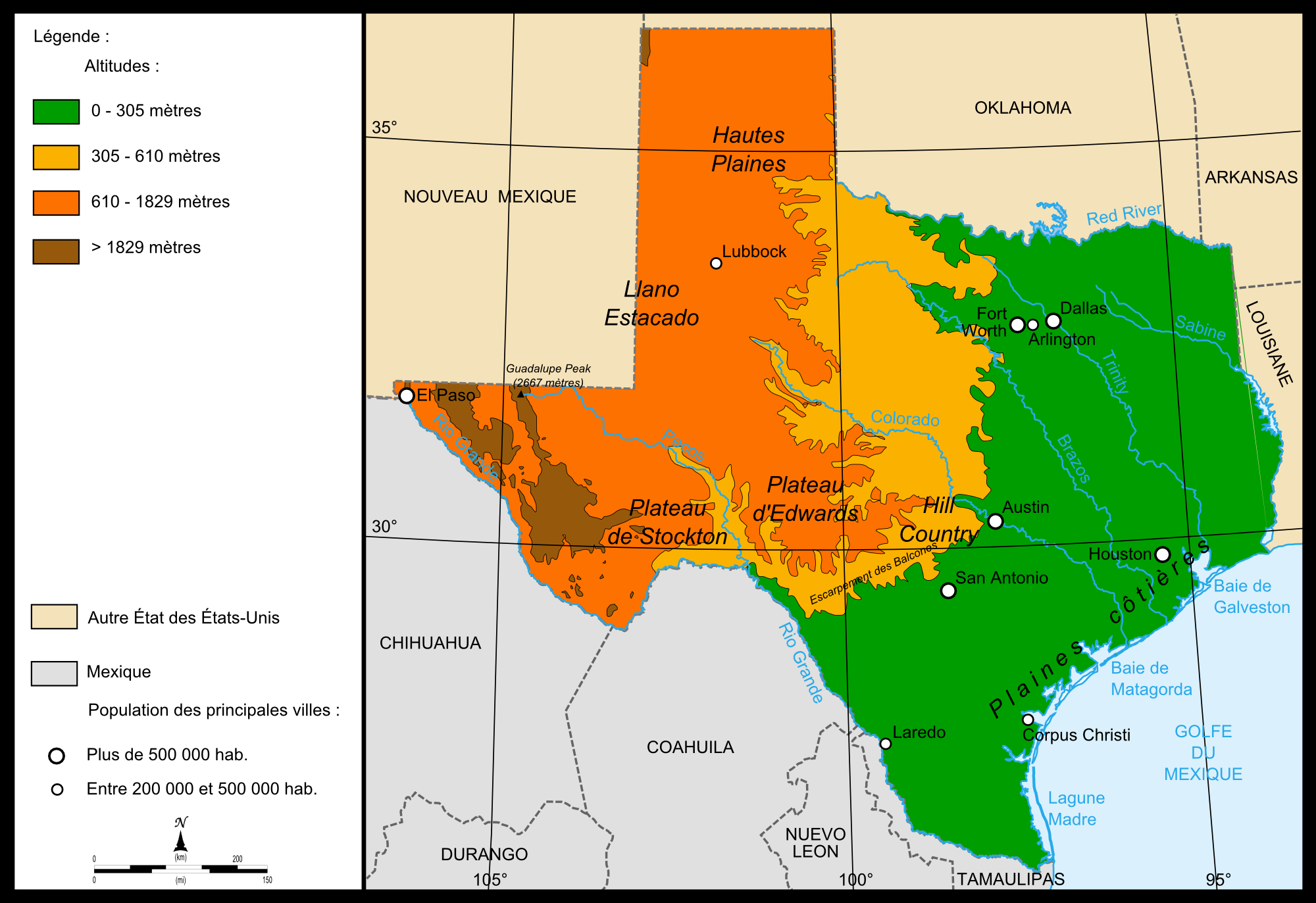
Höhenunterschiede: der Balcones Escarpment bildet die Grenzlinie zwischen „Tiefland“- und „Hochland“-Texas

Der Sockel der texanischen Landmasse, der sogenannte Texas-Kraton, ist älter als eine Milliarde Jahre. An die Oberfläche treten präkambrische Felsen im Llano-Uplift (einer mittelgroßen Region im Einzugsbereich des Edwards Plateau) sowie vereinzelten Stellen der Trans-Pecos-Region. Weitere präkambrische Gesteine finden sich im Texas Panhandle. Obwohl diese Sedimente nur an einzelnen Stellen zutage treten, geben sie Auskunft über die Erdformationen der Vergangenheit. In den folgenden Zeitabschnitten – etwa 570 bis 245 Millionen Jahre vor unserer Zeit – bildeten sich viele Strukturen heraus, welche für die texanische Landoberfläche von heute bestimmend sind. Ein herausragendes erdgeschichtliches Ereignis war die Überflutung großer Teile des Texas-Kratons – erdgeschichtliche Veränderungen, die sich etwa zeitgleich mit der Variszischen Orogenese vollzogen, in deren Folge sich der Superkontinent Pangaea herausbildete. Ein Relikt dieser erdgeschichtlichen Phase sind die Quachita Mountains in Ost-Oklahoma und West-Arkansas.
Die Kontinentaldrift im frühen Mesozoikum löste den nordamerikanischen Kontinent langsam von den europäischen, afrikanischen und südamerikanischen Landmassen ab. Der Schwerpunkt der geologischen Aktivitäten in Texas verlagerte sich zunehmend von West nach Ost. In jener Zeit bildete sich die heutige Golfküstenebene heraus. Ausdehnung (Rifting) und Kompression wechselten sich ab in einem Prozess, der zum Teil bis heute andauert. Ein Ergebnis davon sind die umfangreichen Erdöl- und Erdgaslager entlang der Golfküste. Wissenschaftler vermuten, dass in den unteren Gesteinsschichten weitere Reserven lagern – die sich auf dem aktuellen technologischen Stand jedoch nicht erschließen lassen.
Bis in die Kreidezeit hinein waren weite Teile von Texas von Meer bedeckt. Ausnahmen: das Edwards Plateau sowie die Gebirgsformationen in der Big-Bend-Region. Bergbildung sowie insgesamte Anhebung der Landmasse erfolgte am Ende des Mesozoikums und am Beginn des Känozoikums. Zu jener Zeit formten sich unter anderem die Rocky Mountains. Während des Eozäns und Miozäns (vor 47 bis 14 Millionen Jahren) veränderten vulkanische Aktivitäten die Erdoberfläche von Texas abermals. Ströme, die in den Rocky Mountains entstanden waren, transportierten große Mengen Kies und Sand in die nordwestliche Plains-Region. Vor ein bis zwei Millionen Jahren begann sich diese Schicht nach Westen zurückzuziehen. Ein Relikt davon: das Caprock Escarpment – eine Art Absenkung, welches den (etwas höher gelegenen) Llano Estacado von den östlich davon gelegenen Regionen trennt (Details: siehe Abschnitt „Regionen“).
Vor etwa 3000 Jahren erreichte der Meeresspiegel sein heutiges Level. Ebenso bildeten sich zu jener Zeit die heutigen Küstenmerkmale heraus – inklusive der Barriereinseln, die der texanischen Golfküste vorgelagert sind. Der texanische Sockel gilt geologisch zwar als stabil. Das Wissensportal Scinexx berichtete 2018 allerdings, dass sich der westtexanische Sockel überdurchschnittlich hebe und senke. Grund dieser Aktivitäten: Flächendeckende Bohrungen nach Grundwasser, fossilen Rohstoffen und Mineralien, die den Untergrund porös machen und in der Folge Absenkungen sowie Einsturzdolinen verursachten.

### Landschaften

#### Flusssysteme und topografische Barrieren

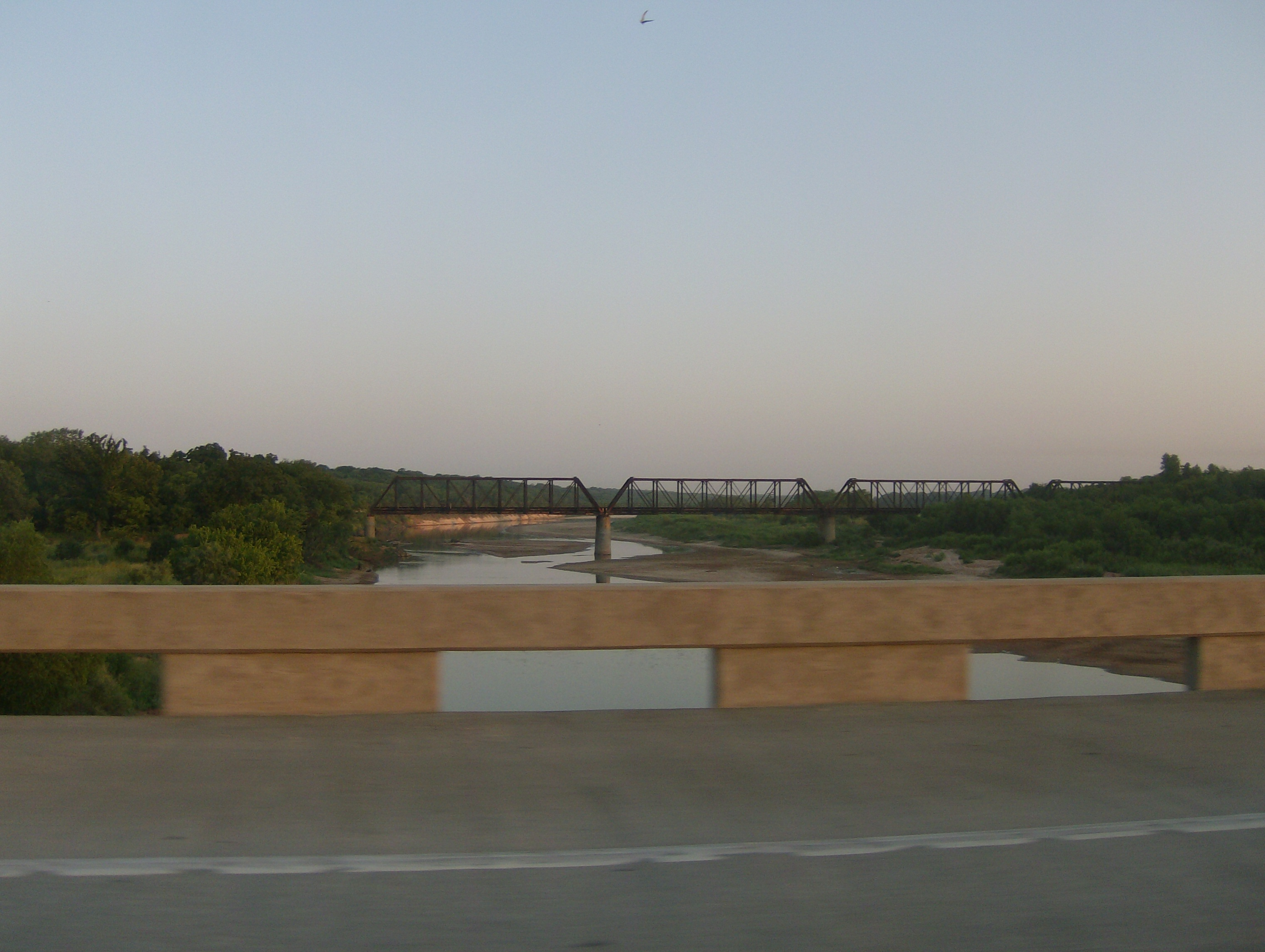
Grenzfluss im Norden: Red River

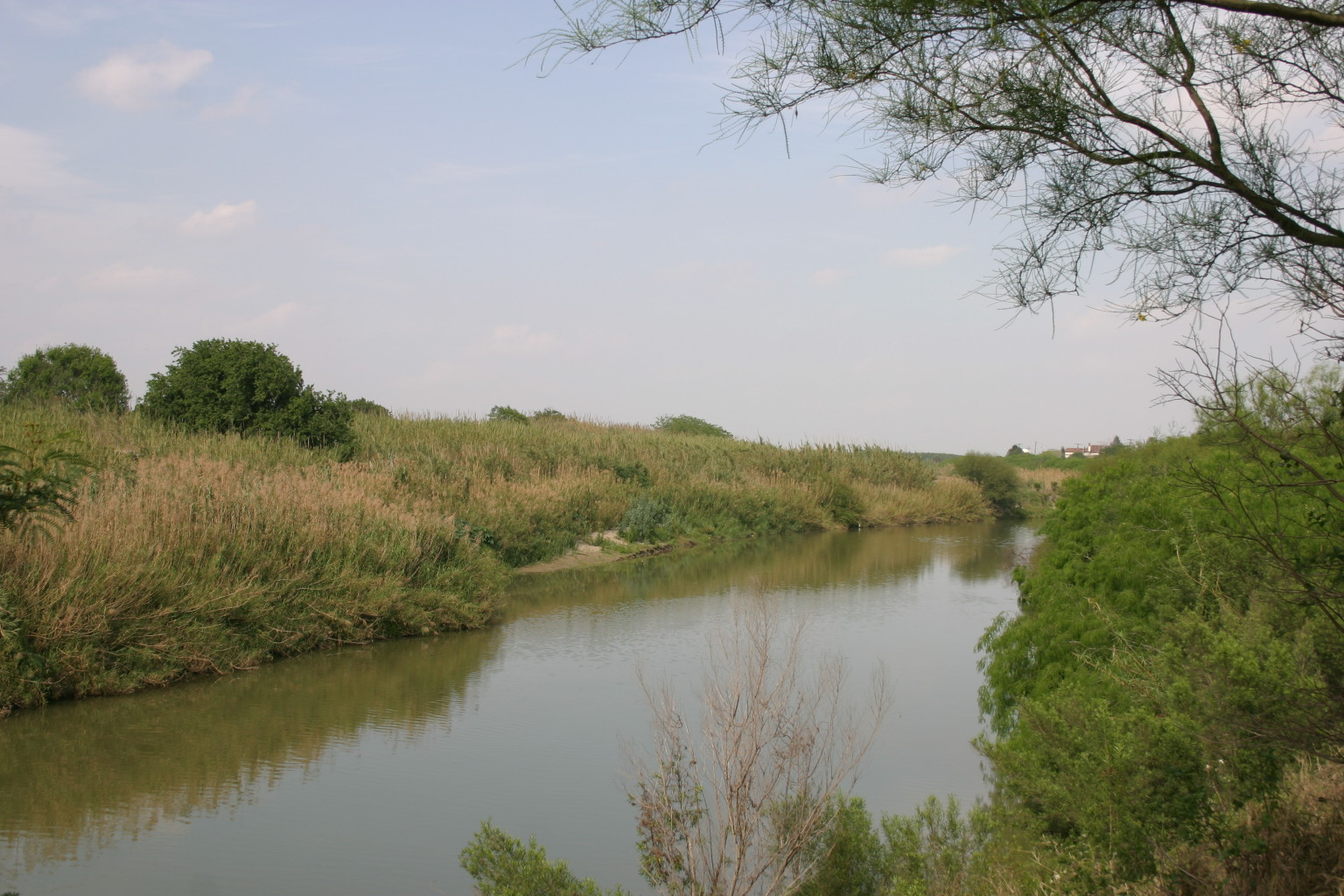
Grenzfluss im Süden: Rio Grande

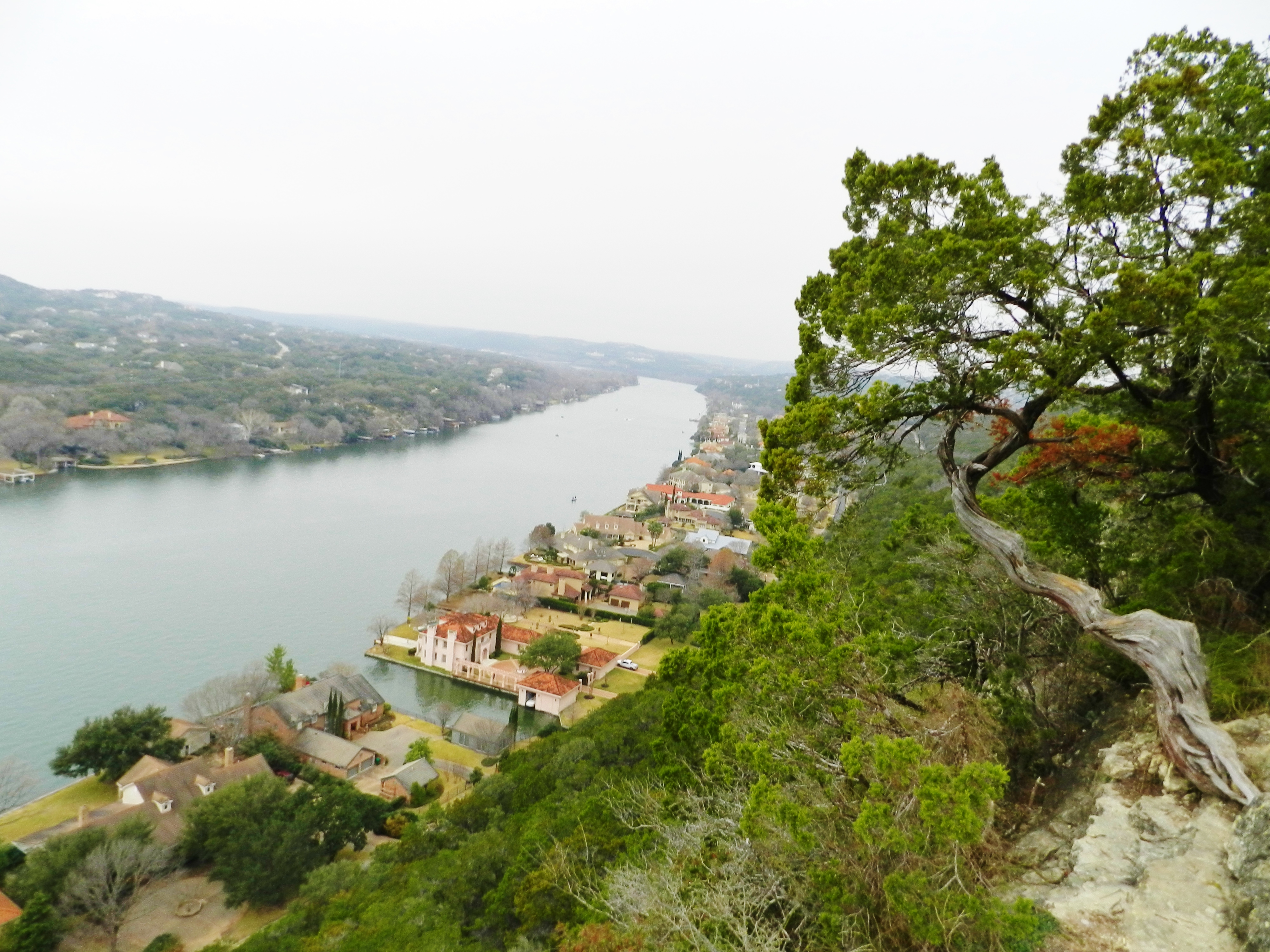
Balcones Escarpment: Mount Bonnell Terrace bei Austin

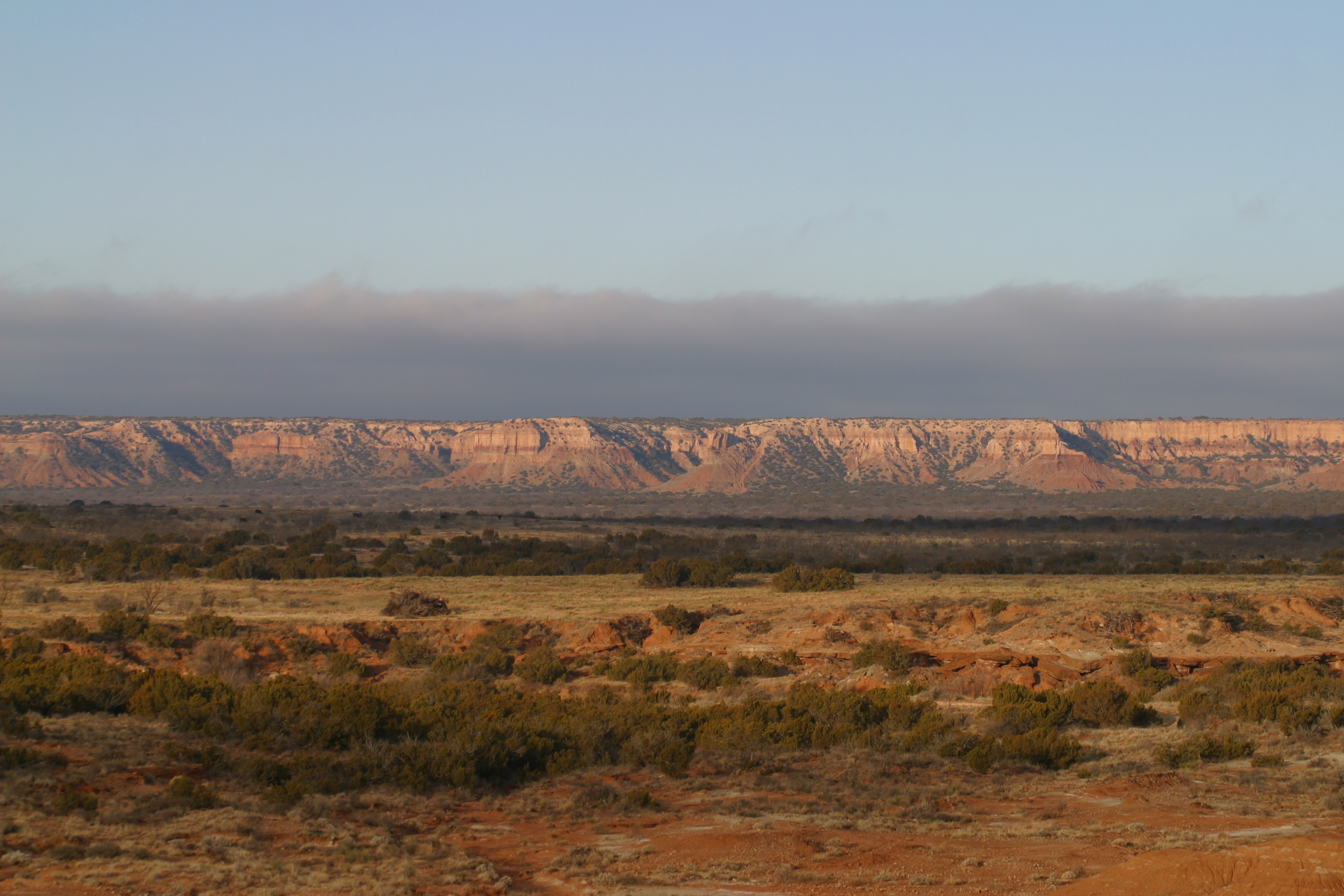
Caprock Escarpment im Garza County

Die landschaftlich-topografische Struktur von Texas wird von zwei Faktoren geprägt: den zum Golf von Mexiko entwässernden Flusssystemen und der stufig von Ost nach West ansteigenden Höhenlage. Die Flusssysteme lassen sich unterscheiden in die diejenigen im äußeren Norden und Nordosten, welche in den Mississippi einfließen, und die in einem rechten Winkel auf die Golfküste zustrebenden Flüsse im Zentrum und der östlichen Bundesstaats-Hälfte. Die Flusssysteme im Detail:
- Das des Arkansas River. Der nördlich von Texas – in West-Ost-Richtung – dem Mississippi zustrebende Arkansas River tangiert Texas direkt lediglich mit einem seiner Nebenflüsse, dem Canadian River. Der Canadian passiert das Panhandle (die als „Pfannenstiel“ charakterisierte Ausbuchtung im Nordwesten des Bundesstaats), durchläuft nördlich von Amarillo den Meredith-Stausee und mündet kurz vor der Grenze zwischen Oklahoma und Arkansas in den Arkansas River.

- Das des Red River. Ebenso wie der Arkansas River fließt auch der Red River in west-östlicher Richtung; ebenso wie dieser mündet auch er in den Mississippi. Mit Ausnahme des Panhandle, wo seine Quellflüsse entspringen und sich zum Red River vereinigen, bildet er die Nordgrenze des Bundesstaats; bedeutende Nebenflüsse: keine.

- Die direkt in den Golf von Mexiko entwässernden Flüsse. Von Norden nach Süden sind dies: Sabine, Trinity, Brazos, Colorado, Guadalupe und Nueces River. Inklusive Quellflüsse am längsten ist der Brazos River (2060 km; ohne Quellflüsse: 1352 km), je nach Auslegung längster oder zweitlängster ist der südlich des Brazos gelegene Colorado River (1380 km).

- Der Rio Grande. Er bildet die Südgrenze zu Mexiko. Sein nördlicher Nebenfluss Pecos River fungiert als Grenze zwischen zwei markanten Großlandschaften im westlichen Texas: dem Base and Range-Outlet in der Südwestecke des Bundesstaats und dem nördlich davon gelegenen Llano Estacado.

Der topografische Höhenanstieg verläuft in ost-westliche Richtung: von null Metern über dem Meeresspiel unmittelbar an der Golfküste bis hin zu 600 bis 1000 Meter in den High-Plains-Regionen im Westen des Bundesstaats. Allerdings erfolgt er nicht in kontinuierlich ansteigender Form, sondern wird von mehreren Landschaftsregionen mit einer zum Teil unterschiedlicher Topografie „unterbrochen“. Die drei bedeutendsten sind: das Edwards Plateau, der Llano Estacado und die östlich davon gelegenen Rolling Plains. Als Plateau-förmige Riegel deutlich in der Landschaft präsent sind zwei Abstufungen:
- Das Caprock Escarpment in den westlichen High Plains: eine aus Kiesel- und Kalkstein bestehende Schwelle zwischen den Rolling Plains und dem (auf einer etwas höheren Gesamtlage befindlichen) Plateau des Llano Estacado,

- Die Balcones Fault Line oder Balcones Escarpment im östlichen Bundesstaats-Zentrum: Die sich bogenförmig von Del Rio am Rio Grande über das westliche Hinterland von San Antonio und Austin bis in die Region westlich von Dallas erstreckende „Landschaftstreppe“ ist so markant, dass sie als die wichtigste Grenze zwischen Tiefland-Texas und Hochland-Texas angesehen wird.

#### Regionen
Über die bereits aufgeführten Landschaften hinaus untergliedert sich Texas in eine Reihe unterschiedlicher Regionen. Da bei der Unterteilung unterschiedliche Kriterien zum Zug kommen, darunter auch ökoregionsspezifische und klimatische, sind unterschiedliche Modelle im Umlauf. Ein einfaches, mit lediglich vier Großregionen auskommendes unterscheidet zwischen der Golfküste-Region im weiten Sinn („Tiefland-Texas“) und den drei westlich der Balcones-Schwelle gelegenen Großlandschaften Basin & Range, Great Plains und inneres Tiefland. Genauer landschaftlichen Besonderheiten Rechnung trägt eine Siebener-Aufteilung, die wie folgt untergliedert: Piney Woods (Osttexas ohne Golfküste), Golfküste, Prairies and Lakes (das texanische Kernland von Dallas/Fort Worth über Austin bis San Antonio), South Texas Plains, Hill Country, Panhandle Plains und Big Bend Country (Basin & Range beziehungsweise Trans Pecos mit Umland).

Regionen von Texas: die hier gezeigte Siebener-Aufgliederung findet sich recht häufig

Landschaftlich orientierte Gliederungen sind in der Regel feinteiliger – unter anderem wegen der unterschiedlichen Ökoregionen und Klimazonen, welche beim Festlegen von Regionen ebenfalls eine Rolle spielen. Haupt-Landschaftszonen hier sind die osttexanische Piney Wood- oder Forest-Region, die Küstenprärie-Region am Golf, das untere und obere Tal des Rio Grande, die Trans-Pecos-Region im Südwesten, die High Plains im Westen mit den beiden Unterregionen Llano Estacado in der Mitte und Texas Panhandle im Norden und schließlich die Blackland Prairie sowie das Edwards Plateau im texanischen Kernland. Die Texas State Historical Association (TSHA), die unter anderem das stetig aktualisierte Handbuch Texas Almanac herausgibt, nimmt die vier physiologischen Großregionen als Ausgangsbasis und untergliedert diese wie folgt:
Golfküsten-Ebene. Nordöstlichste Sub-Entität hier ist die Piney-Wood-Region, das – nach wie vor von starker Bewaldung geprägte – osttexanische Kernland, welches landschaftlich stark dem benachbarten Louisiana gleicht. An der Küste schließen sich von Nord nach Süd an: die nördliche Küstenprärie-Zone mit der Metropolregion Houston als urbanem und industriellem Zentrum, die flache, hauptsächlich für Viehzucht genutzte Ebene südlich von San Antonio und schließlich das ebenfalls flache, von Intensiv-Landwirtschaft geprägte Rio Grande Valley. Der Küste vorgelagert ist ein Strang von insgesamt sieben Barriere-Inseln – von Padre Island im Süden bis Galveston Island mit der Hafenstadt Galveston auf der Höhe von Houston.
Landwirtschaftliche Kernzone von Nieder-Texas ist der weiter landeinwärts gelegene Blackland Belt. Unterschiedlich breit, zieht er sich östlich entlang des Balcones Escarpment in nord-südlicher Richtung. In diesem von Farmwirtschaft geprägten Gürtel liegt – von der Region Houston abgesehen – das urbane Kernland, in dem sich das Gros der texanischen Bevölkerung konzentriert. Zwischen Blackland Belt und der Küstenlandschaft befindet sich eine von offenerem Mischwald geprägte Zone: der Post Oak Belt – eine Art Übergangssaum oder Puffer zwischen dem von starkem Waldbewuchs geprägten Osttexas und den Prärieregionen weiter westwärts.
Inneres Tiefland. Die im zentralen Norden gelegene – auch unter dem Begriff North Central Plains zusammengefasste – Großregion unterteilt sich ebenfalls in mehrere Sub-Einheiten. Sie beginnt grob mit der Region Dallas/Fort Worth im Osten und setzt sich fort bis zu den von Hügeln und Prärie geprägten Rolling Plains im Westen. Landschaftlich vollziehen die Interior Lowlands den Übergang zwischen den wasserreicheren Graslandschaften im Osten und den von offener Kurzgras-Prärie gekennzeichneten High-Plains-Regionen im Westen. Binnenaufgliederung von Ost nach West: Eastern and Western Cross Timbers, Grand Prairie und West Texas Rolling Plains.
Great Plains. Die westlich an Golfküsten-Ebene und inneres Tiefland anschließende Großregion sind die Great Plains. Die Bezeichnung trägt der Tatsache Rechnung, dass diese Großregion den südlichen Ausläufer der kanadisch-US-amerikanischen Prärieregion bildet. Ungeachtet dem Oberbegriff „Prärie“ ist sie landschaftlich von großen Unterschieden geprägt. Unmittelbar am westlichen Rand des Balcones Escarpment liegen die beiden Einheiten Edwards Plateau und Hill Country (im strengen Sinn: die östliche Teilmenge des Edwards Plateau). Während das Plateau landwirtschaftlich gesehen eine eher karge Region ist und vorwiegend zur Viehzucht genutzt wird, ist das westlich von Austin gelegene Hill Country eine landwirtschaftlich ausdifferenzierte Hügel- und Mittelgebirgs-Region, in der sich auch die texasweit größte Konzentration deutschstämmiger Bevölkerung angesiedelt hat.
Die Great Plains im eigentlichen Sinn differenzieren sich ebenfalls aus. Unter ihren nördlichen Teilbereich, die unter der Bezeichnung High Plains firmierende Region, wird gewöhnlich auch der Llano Estacado subsumiert – ein westlich von Lubbock beginnendes Plateau, das aufgrund seiner die Orientierung erschwerenden Einförmigkeit auch unter der Bezeichnung Stacked Plains bekannt wurde (nach den Einsteckpfählen, die spanische Erkunder in die Erde schlugen). Im Norden nimmt die High-Plains-Subregion das Gros des Texas-Panhandle ein. Ein Markierungspunkt, welcher den Übergang zwischen Llano Estacado und nördlich anschließender Hochprärie kennzeichnet, ist der Palo Duro Canyon, der 1874 als letzter Zufluchtsort der noch nicht in Reservaten lebenden Comanchen firmierte.
Südwestliche Randbereiche der Great-Plains-Großregion sind das Toyah Basin und das Stockton Plateau – zwei östlich des Pecos River gelegene Regionen, die von Canyons sowie einer kargen, buschlandschaftsartigen Vegetation geprägt sind und den geografischen Übergang bilden zu der kleinsten texanischen Großregion: der Basin and Range Province.
Basin and Range Province. Der äußerste südwestliche Zipfel von Texas – je nach Kontext auch bezeichnet als Trans-Pecos-Region oder Big Bend – ähnelt stark den Landschaften in den westlich gelegenen Bundesstaaten New Mexico und Arizona. Geografisch liegt er zwischen dem oberen Mittellauf des Rio Grande und dem Unterlauf des Pecos River; westlichster Punkt ist die Großstadt El Paso. Die Region ist unterteilt in drei – allesamt von Gebirgen, Plateau-Bergen sowie karger Vegetation geprägte – Sub-Einheiten. In den Guadalupe Mountains befindet sich mit dem 2667 Meter hohen Guadalupe Peak der höchste Berg von Texas. Südlich der Guadalupe Mountains befinden sich die Davis Mountains, südlich davon das Big-Bend-Areal, das einen Teil der Chihuahua-Wüste umfasst. Sowohl Davis Mountains als auch Big Bent beinhalten Nationalparks und sind entsprechend auf Wander- und Naturtouristik eingestellt.
Entsprechend der anskizzierten Groß- und Subregionen ändert sich das Landschaftsbild sowie die Art der wirtschaftlichen Nutzung: Von der Küste aus, die fast ihrer ganzen Länge nach von Lagunen eingefasst ist, erstreckt sich 50 bis 100 Kilometer landeinwärts ein relativ flaches Gebiet, das zum Teil sehr fruchtbar und für den Anbau von Baumwolle, Zuckerrohr und stellenweise auch Reis geeignet ist. Dahinter erhebt sich ein wellenförmiges hügeliges Land, welches, bis 320 Kilometer breit, den ganzen Nordosten des Staats umfasst und großteils von Prärien bedeckt ist. Der nordwestliche Teil des Staatsgebiets ist Berg- und Hochland und besteht zum Teil aus einem 1300 Meter über dem Meeresspiegel liegenden Sandsteinplateau (Llano Estacado). Der Norden, auch Texas Panhandle genannt, ist sehr fruchtbar und wird für die Viehzucht genutzt. Im gesamten Süden und Westen wurde bis Anfang der 1980er Jahre Erdöl gefördert.

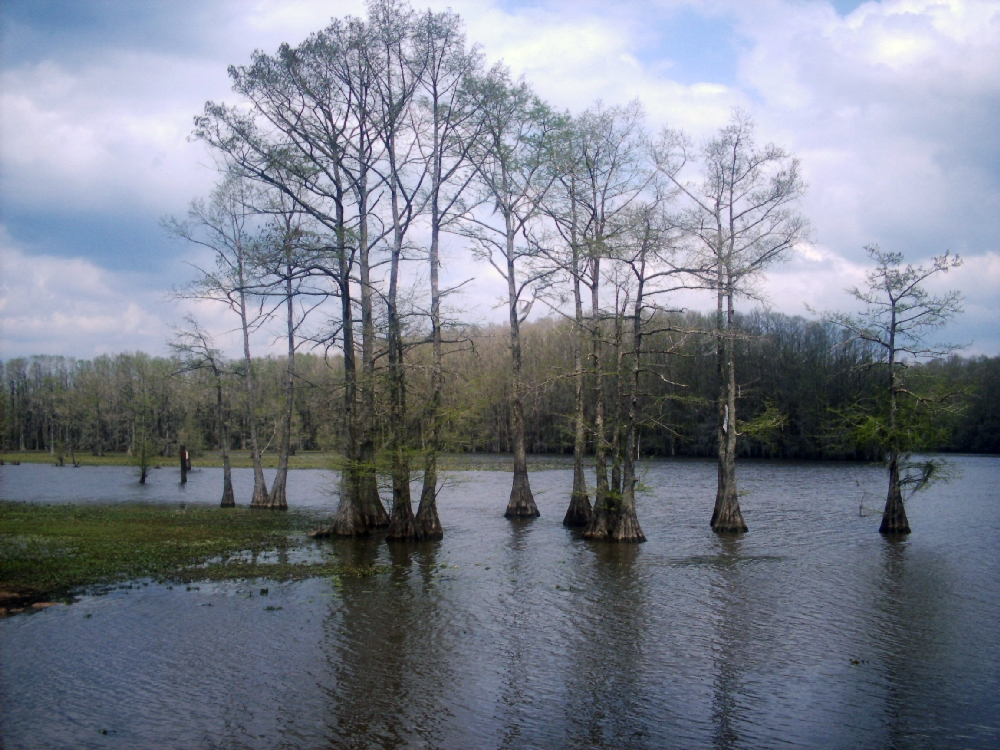
Caddo Lake in Osttexas
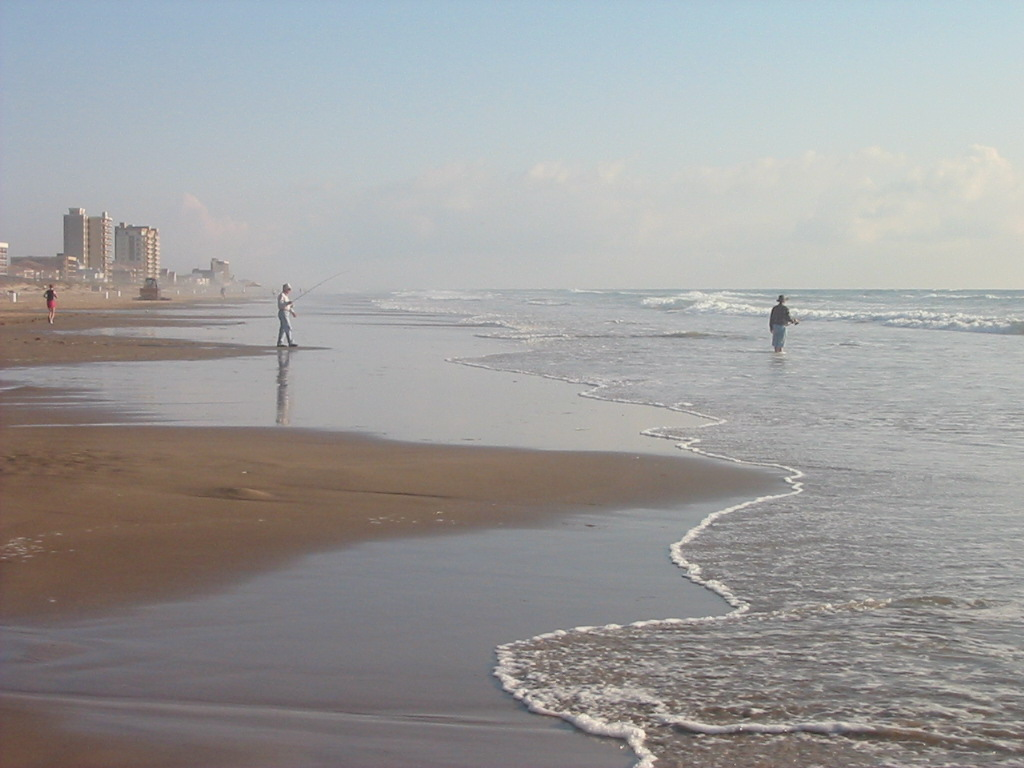
South Padre Island am Golf von Mexiko
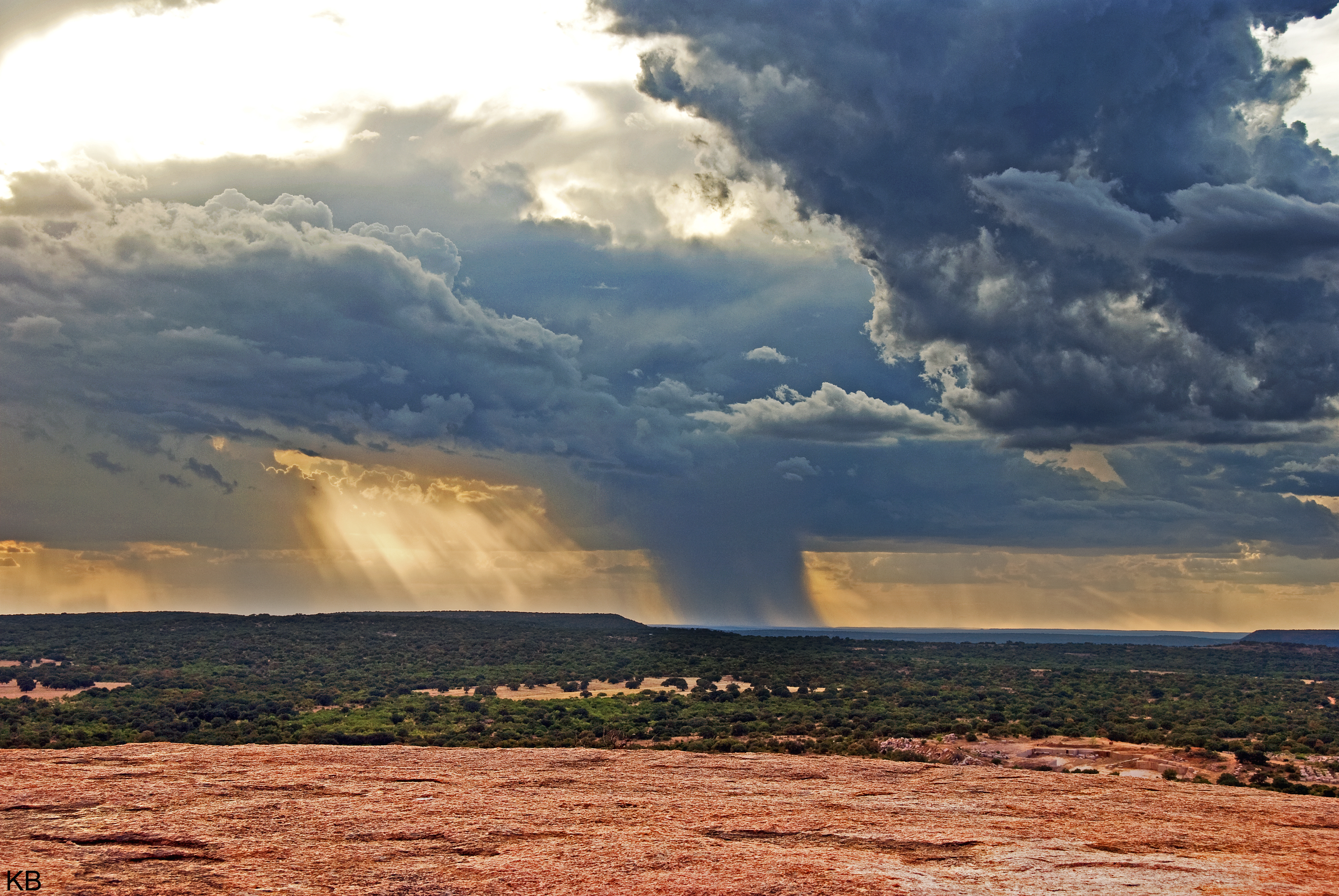
Enchanted Rock im Edwards Plateau
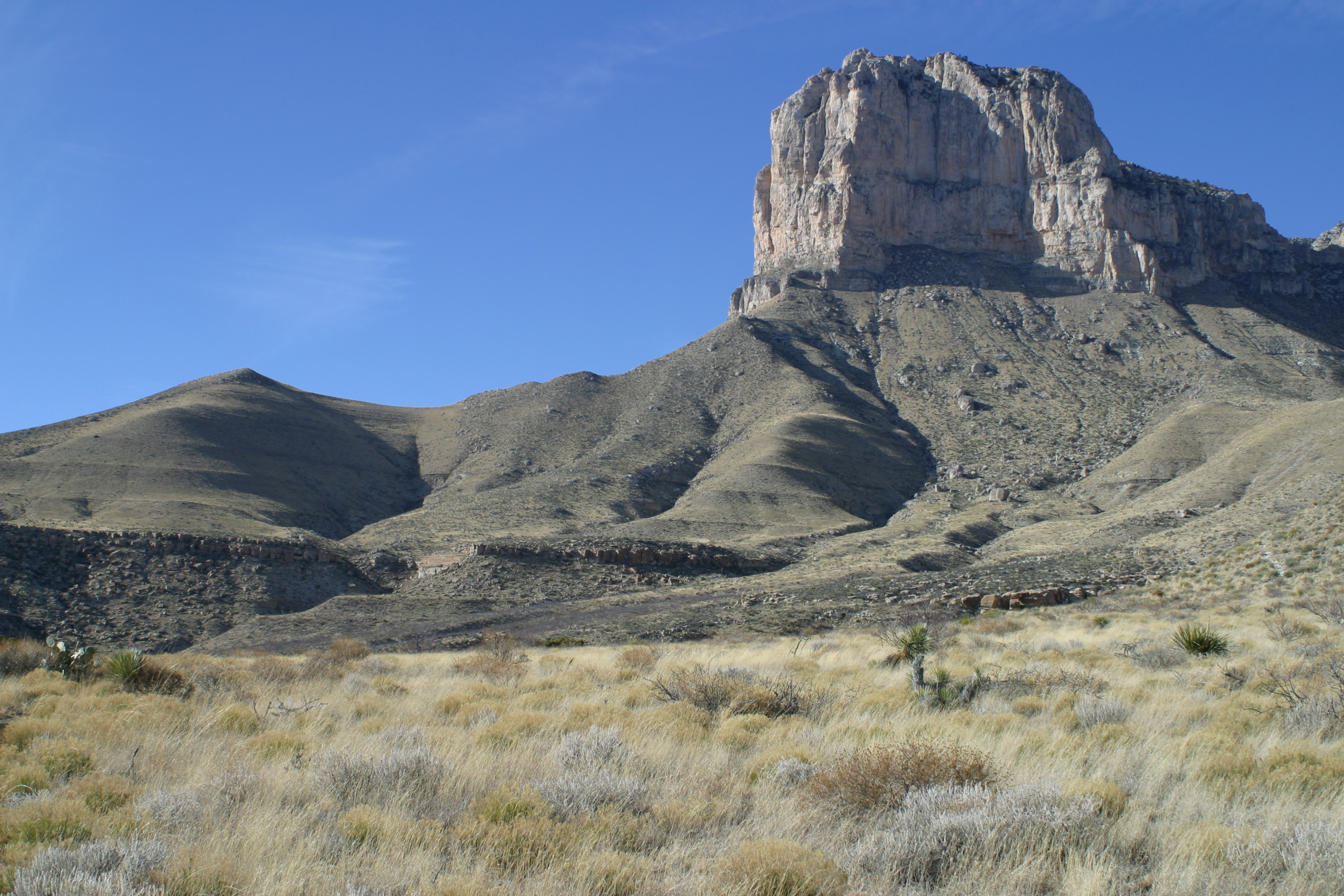
El Capitan in den Guadalupe Mountains
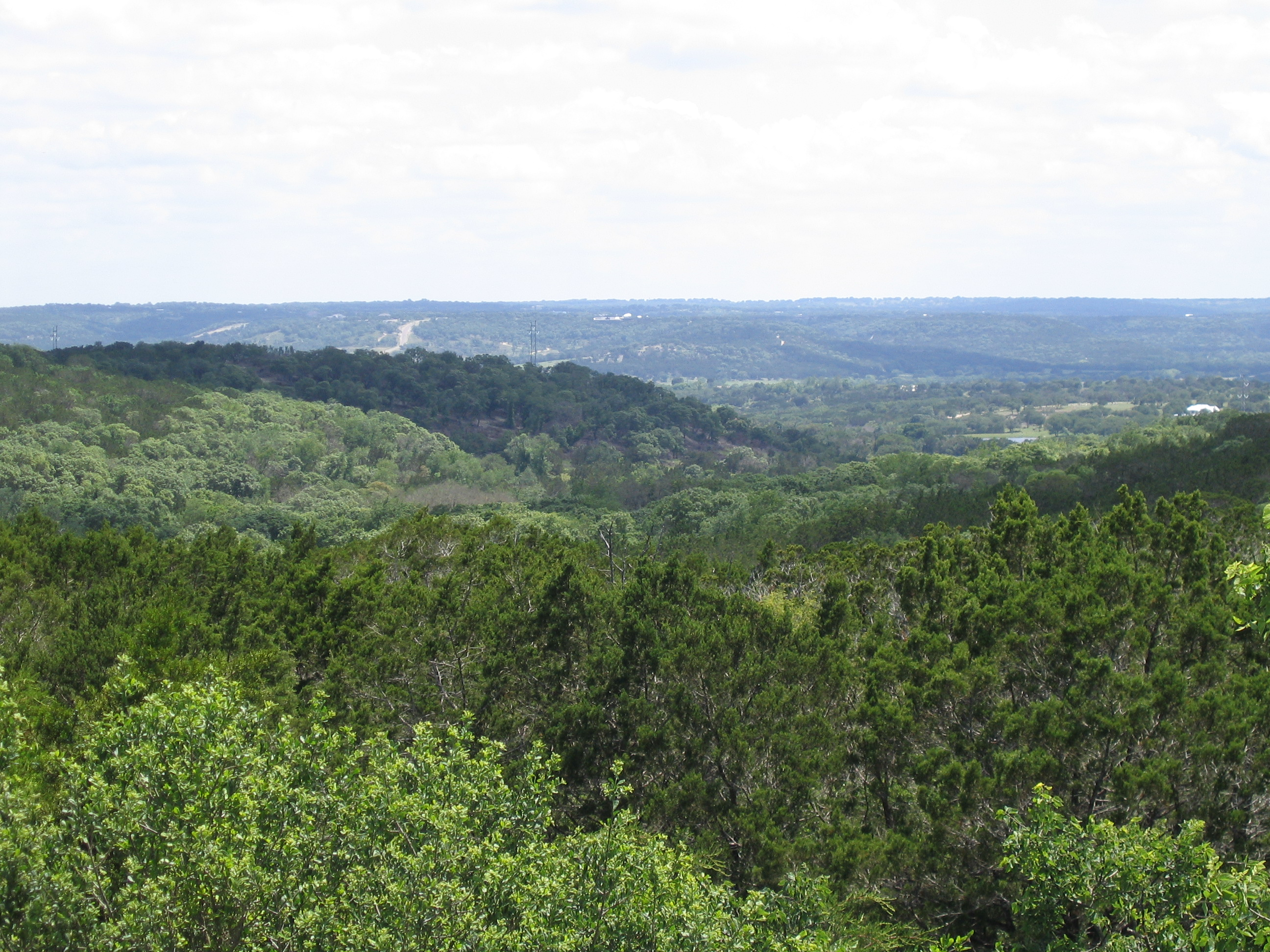
Texas Hill County in Zentraltexas
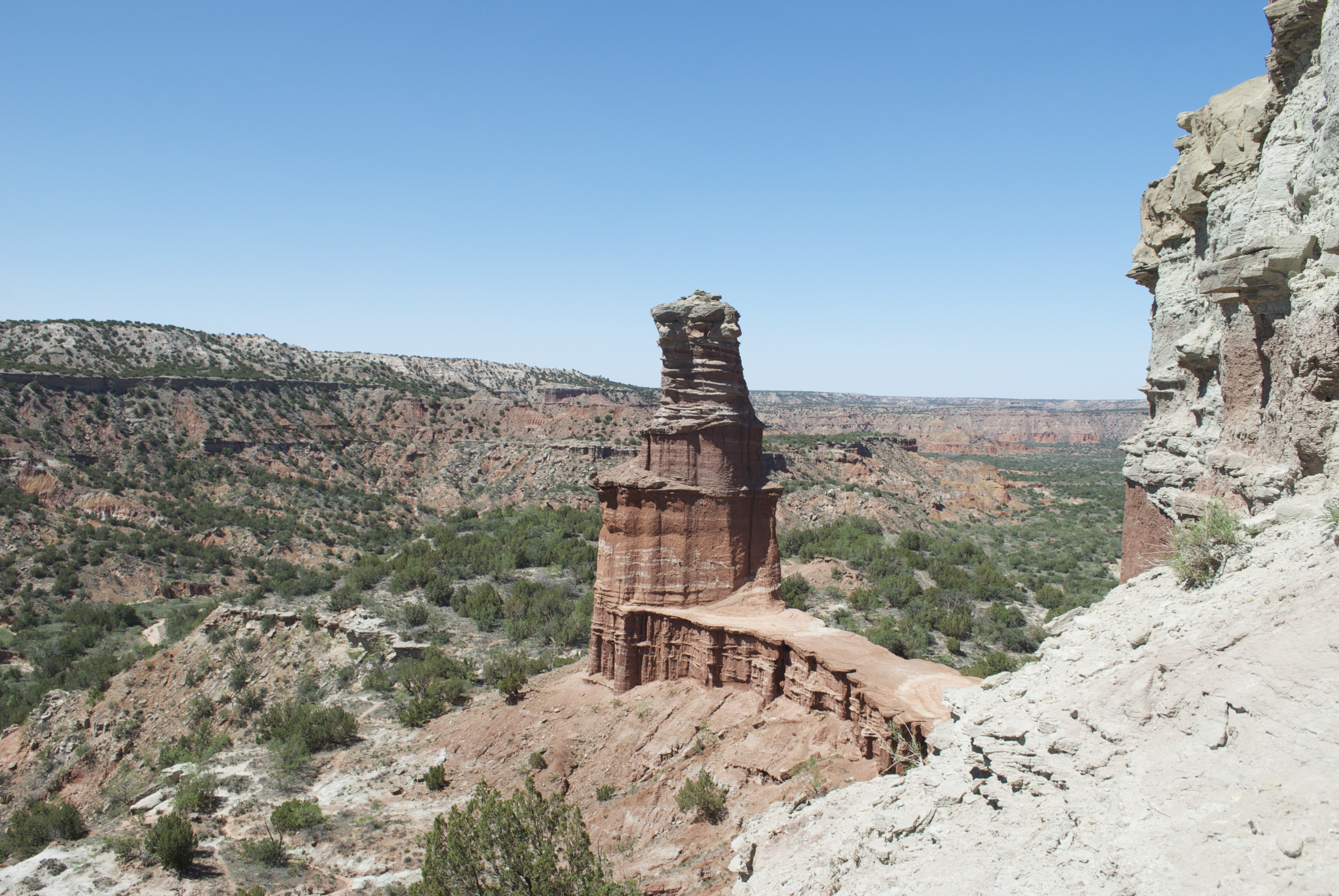
Palo Duro Canyon in den nordwestlichen Plains
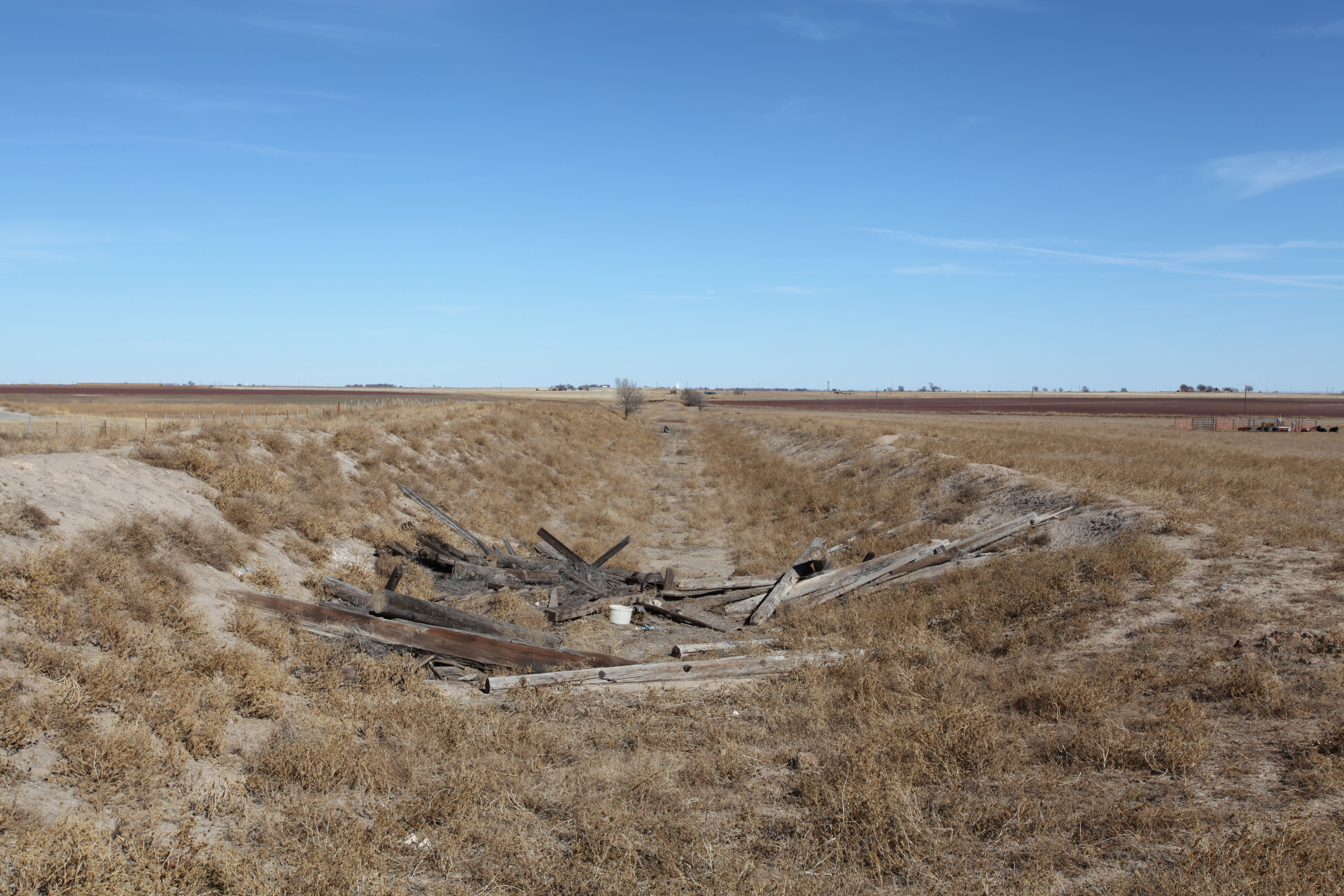
Llano Estacado nahe Becton
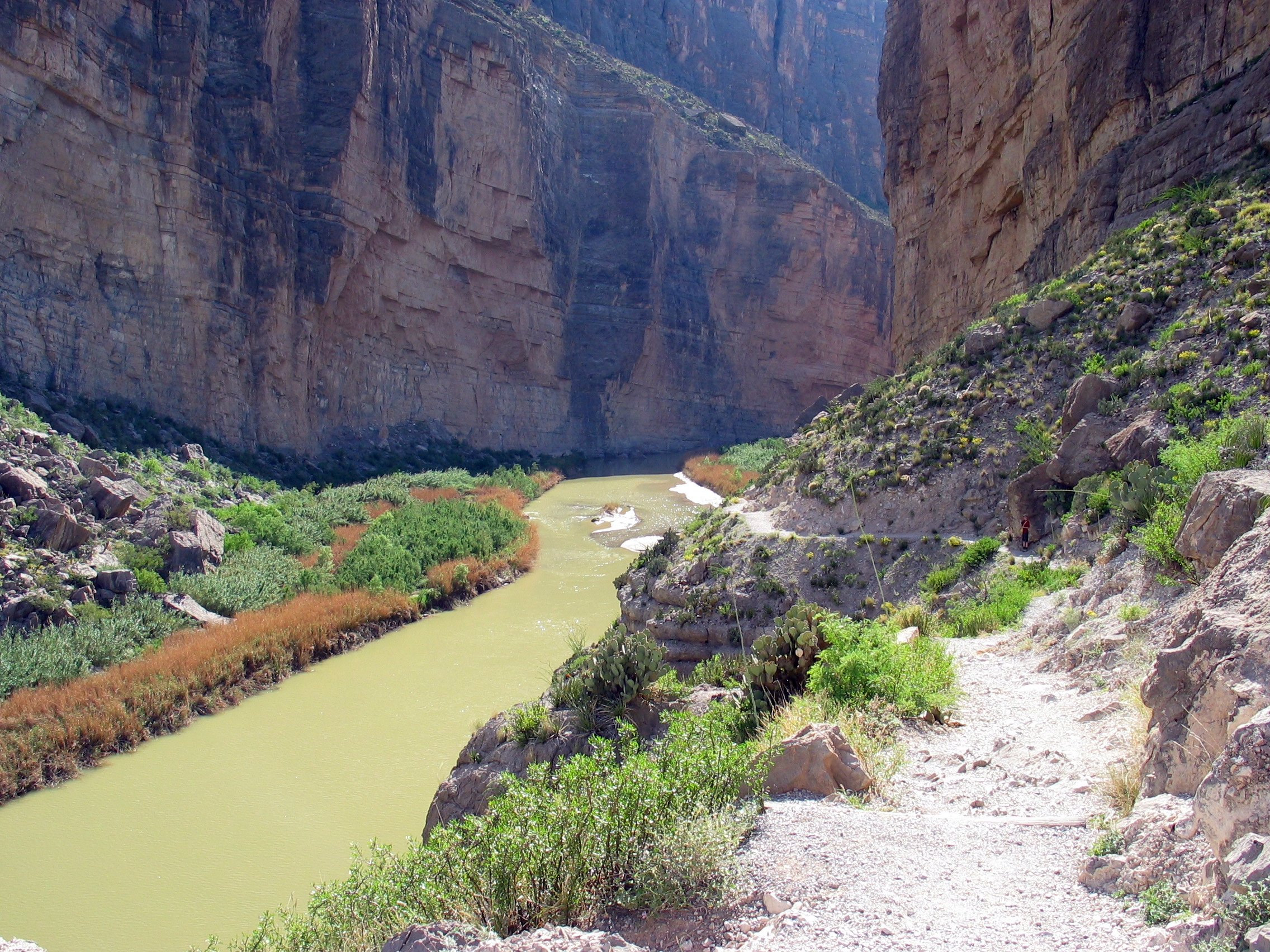
Santa Elena Canyon im Big Bend

### Flora und Fauna

#### Flora

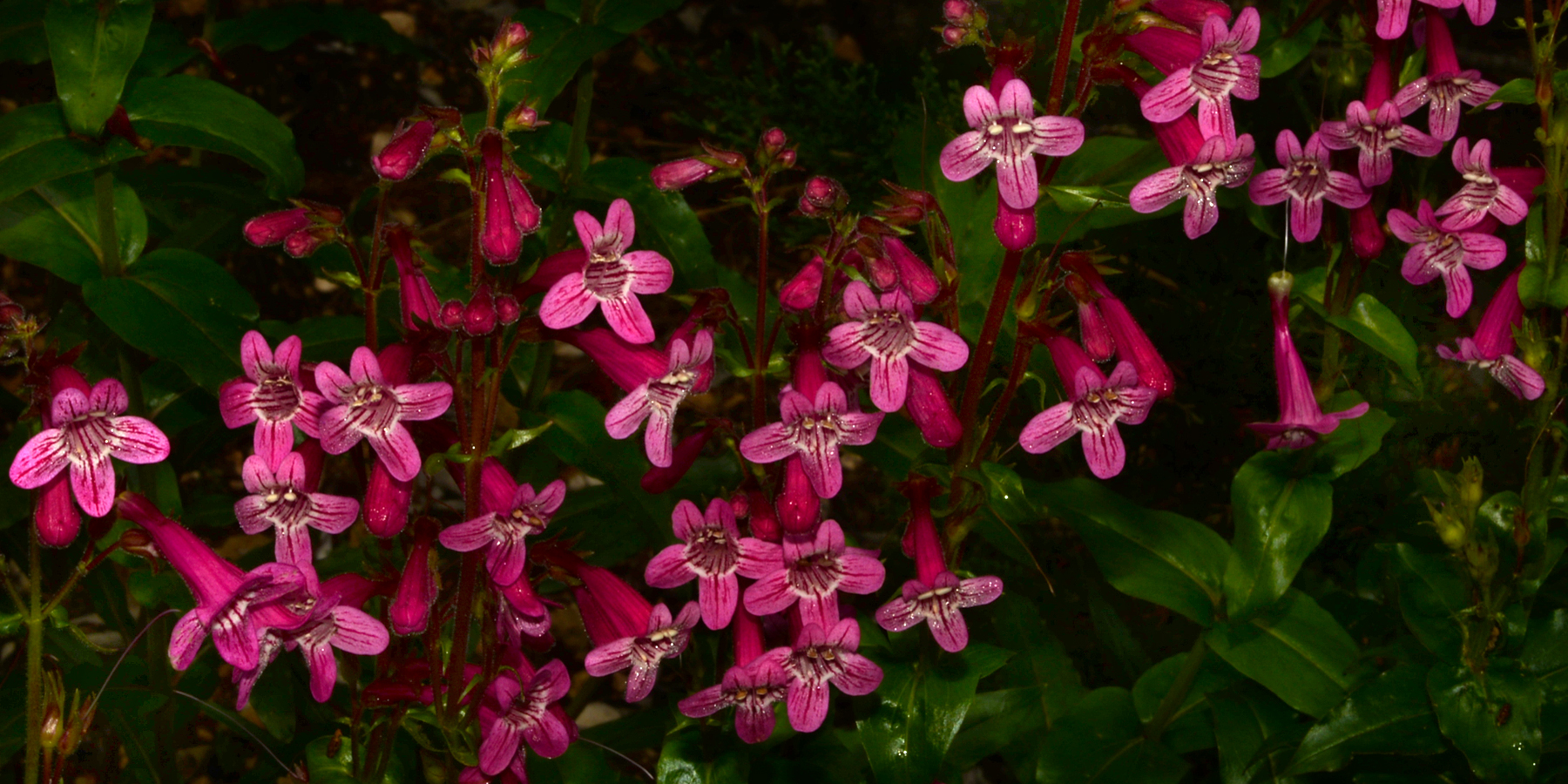
Wildblumen auf dem Edwards Plateau

Die Vegetationszonen in Texas gehen grob synchron mit der landschaftlichen Regionsaufteilung. Ähnlich wie diese verlaufen sie von den nordwestlichen High-Plains-Regionen in südöstlicher Richtung hin zur Golfküste. Aufgrund der Vielfalt an Böden sowie der variierenden Menge und Häufigkeit von Niederschlägen wartet der Bundesstaat mit einer reichen und vielfältigen Pflanzenwelt auf. Eine Besonderheit sind die mehr als 100 Millionen Hektar Weideland – die größte Fläche in einem US-amerikanischen Bundesstaat. Mehr als 80 Prozent dieser Weideflächen konzentrieren sich im Edwards Plateau, den Cross Timbers, den südtexanischen Ebenen, den westlichen Präriegebieten sowie der Region Trans-Pecos.
Die stark von Kiefernwäldern geprägte Piney-Woods-Region in Osttexas stellt fast die komplette kommerzielle Holzwirtschaft des Staates. Die drei einheimischen Kiefernarten sind: Longleaf, Shortleaf und Loblolly. Das Bild der südlich daran anschließenden Golfebene wiederum wird stark von Marschen sowie unterschiedlichen Gräserarten geprägt. Im nördlichen und zentralen Texas sind Savannen und Mischwälder vorherrschend mit Eichen, Ulmen, Pekannuss und Mesquite. Der landwirtschaftlich ergiebige Postoak Belt im zentralen Niedertexas wird zwar oft als „Prärie“ bezeichnet. Vor allem entlang der Bäche und Flüsse wartet jedoch auch diese Region mit ausgeprägtem Waldbewuchs auf. Ein ähnlicher Wechsel aus baumfreien Flächen und Wäldern ist auch für die offeneren Präriegebiete westlich davon typisch. Heimische Präriegräser in Texas sind unter anderem Big Bluestem, Little Bluestem, Indiangrass, Switchgrass, Canada Wildrye, Sideoats Grama, Hairy Grama, Tall Grama, Blue Grama, Tall Dropseed, Texas Wintergrass und Büffelgras. Bemerkenswert im gesamten Bundesstaat ist darüber hinaus eine reiche Vielfalt an Wildblumen.
Die Landschaft der südtexanischen Ebene zwischen San Antonio und dem Rio Grande wird vor allem von kleinen Bäumen, Sträuchern, Kakteen, Unkraut sowie unterschiedlichen Arten von Grasbewuchs geprägt. Die wichtigsten Pflanzen sind Mesquite, verschiedene Eichenarten, Feigenkakteen, Mimosengewächse, Akazien- sowie Wüstenstrauch-Arten wie Blackbrush sowie Whitebrush, Guajillo, Cenizo und andere, die oft sehr dicht wachsen. Eine ähnliche Vegetation findet sich zum Teil im Edwards Plateau. Die dort vorherrschende Kombination aus Gräsern, Unkraut und kleinen Bäumen ist vor allem für bestimmte Tierarten wie Rinder, Schafe, Ziegen, Rehe und wilde Truthähne ideal.
Charakteristisch für die nordwestlich gelegenen High-Plains-Gebiete ist die dort vorherrschende Baumlosigkeit. Hauptvegetation hier: Blaugras und Büffelgras. Die Hauptvegetation in der Trans-Pecos-Region in der südwestlichen Ecke des Bundesstaats wiederum wird stark von Wüste-typischen Gewächsen geprägt wie Lechuguilla, Ocotillo, Cenizo, Feigenkaktus und anderen Trockenlandpflanzen. Ergänzend hinzu treten hier Wüstenstrauch- und Grama-Graslandvegetationen, Pinien-Eichenwälter sowie Yucca- und Wacholdersavannen.
Als zweitgrößter, landschaftlich stark diversifizierter Bundesstaat wartet Texas mit einer Reihe unterschiedlicher Nationalparks sowie National Forests auf. Zu den bekannten Nationalparks zählen im Südwesten der Big-Bend- und der Guadalupe Mountains National Park auf, im Osten etwa das Schutzgebiet Big Thicket National Preserve sowie die National Recreation Area in der Nähe von Del Rio am Rio Grande.

#### Fauna

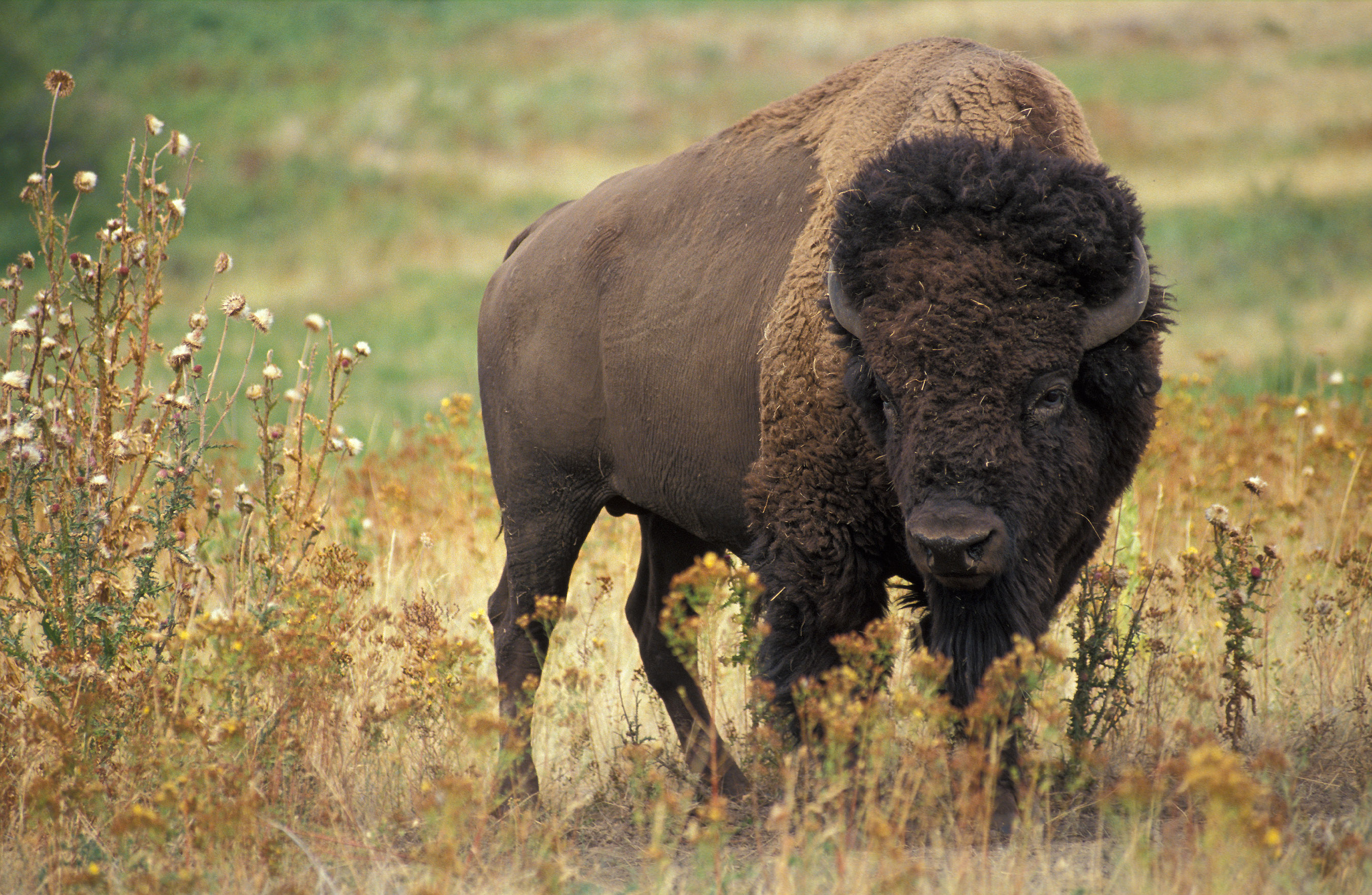
Mittlerweile wieder ausgewildert: amerikanische Präriebisons

Longhorn-Rider

Ähnlich diversifiziert wie die Pflanzenwelt ist auch die texanische Tierwelt. Das als Standard geltende Nachschlagewerk Texas Mammals führt 145 einheimische Säugetier-Arten auf – eine Anzahl, die lediglich von Kalifornien und Florida übertroffen wird. Heimische Säugetierarten sind der Swiftfuchs und der Kitfuchs (beide: in den westlichen Bundesstaats-Regionen), Puma, Ozelot, Grauwolf, Rotwolf, Kojote, Waschbär, Weißwedelhirsch und Dickhornschaf. Als ausgestorben in Texas hingegen gilt der Grizzly. Weitere Säugetier- und Reptilien-Arten, die im Bundesstaat heimisch sind: Hasen und Kaninchen, Spitzmäuse und Maulwürfe, Fledermäuse, Wale, Delfine und Robben, Seekühe, der Alligatoren (in Osttexas sowie der Golfregion) sowie die Texas-Klapperschlange.
Zusätzlich zu den einheimischen Arten gibt es zahlreiche eingeführte, darunter Wildschwein, Damhirsch, Sikahirsch (aus Ostasien) und Rappenantilope (aus Afrika). Neben einem ausgeprägten Nutztierbestand – darunter Rinderarten wie der Texas Longhorn, Schafe, Ziegen, Esel, Maultiere sowie Pferde – wartet Texas zwischenzeitlich auch wieder mit ausgewilderten Bison-Beständen auf. Parks mit freilebenden Büffelherden sind der Caprock Canyons und der San Angelo State Park. Die Population im Caprock Canyons State Park geht zurück auf ein Geschenk des Ranchers Charles Goodnight. Dieser hatte 1878 Überreste einer Herde auf seiner Ranch beherbergt; 1997 wurden diese Bestände in den Park verbracht und dort ausgesiedelt.
Unter Naturfreunden beliebt ist in Texas das sogenannte Birding – die Beobachtung und das Kartografieren von Vögeln und Vogelarten. Verbreitete Vogelarten sind unter anderem Weißkopfseeadler, Schreikranich, Wanderfalke, Blauhäher, Westlicher Buschhäher, Amerikascherenschnabel sowie Gartenspottdrossel. Hot Spots des Birding sind vor allem Gebiete an der Golfküste und in Zentraltexas, ausgewiesene Vogelschutzgebiete unter anderem das Anahuac National Wildlife Refuge (nahe der Grenze zu Louisiana) und das Aransas National Wildlife Refuge (an der Golfküste nördlich von Corpus Christi).
Sowohl die Flüsse und Seen im Binnenland als auch die Golfküste warten mit stark ausdifferenzierten Beständen unterschiedlicher Fischarten auf. In Süßgewässern heimisch sind Fischarten wie Barsche (darunter der Guadalupe Barsch, einer der Staatsfische von Texas), Forellen sowie Welsartige. Die Vielfalt an Meeresfischen ist ähnlich. In die Negativschlagzeilen gerieten die texanischen Fischbestände im Jahr 2023, als Meldungen von einem großen Fischsterben die Runde machten. Medienberichten zufolge war die Ursache die allgemeine Klimaerwärmung – speziell die damit verbundene Erwärmung der küstennahen Gewässer. Als „Verstärkerfaktor“ aufgeführt wurde darüber hinaus der seinerzeitige El-Niño-Zyklus.

### Klima

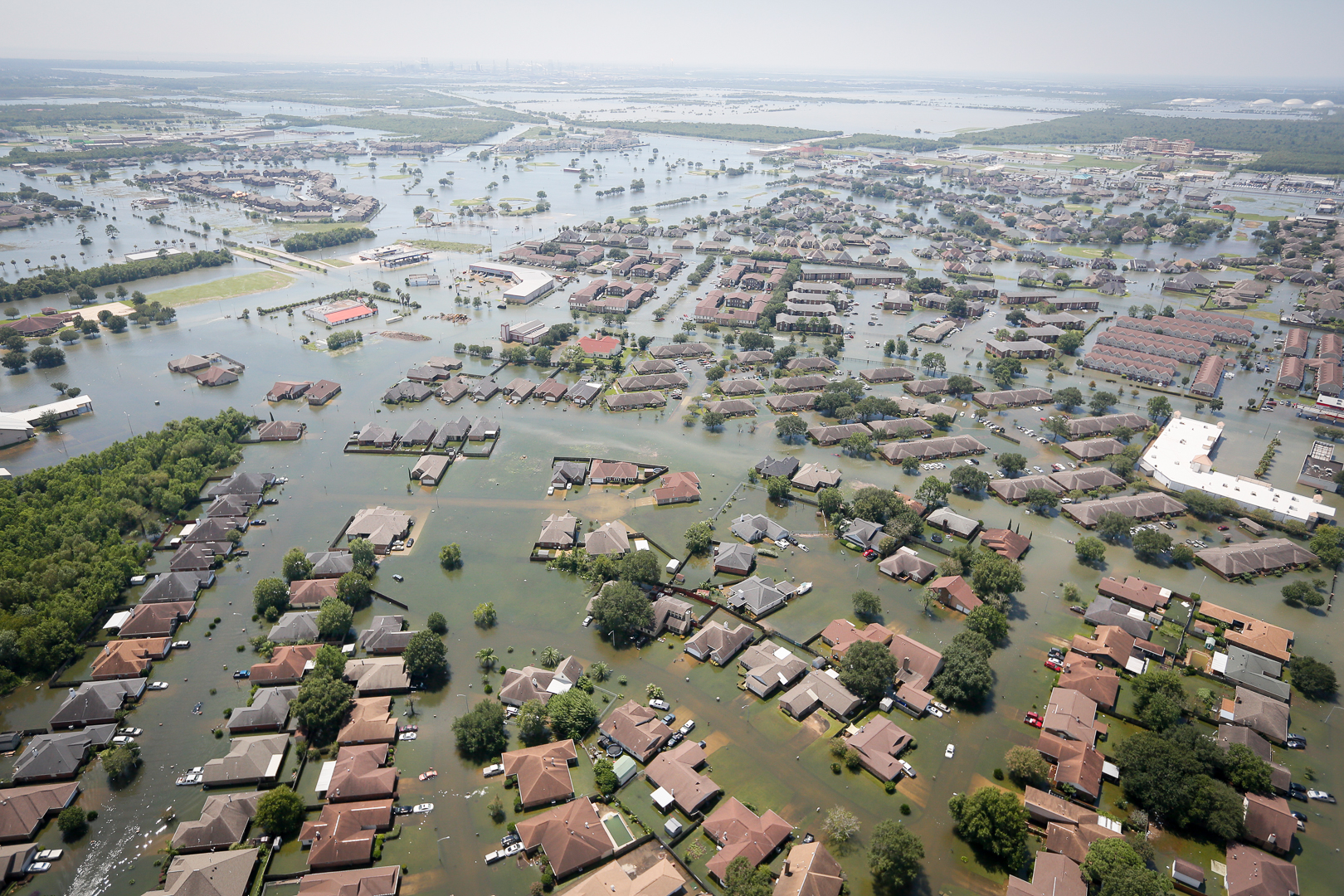
Überflutung in Port Arthur nach Hurrikan Harvey (2007)

Grob lässt sich Texas in drei verschiedene Klimazonen untergliedern: eine von trockenem Kontinentalklima bestimmte Zone im Westen, eine subtropische Zone im Süden und eine maritime bis gemäßigt subtropische Zone im Osten. Die Unterteilung in unterschiedliche Subregionen hängt von den Kriterien ab, nach denen diese vorgenommen werden. Der von der Texas State Historical Association herausgegebene Texas Almanac untergliedert den Bundesstaat bezüglich Klima und Wetter in zehn Zonen: East Texas, Upper Coast, South Central, South Texas, Lower Valley, North Central, Low Rolling Plains, Edwards Plateau, High Plains und Trans-Pecos.
Ein Faktor für die vielfältigen Klima- und Wetterunterschiede sind die landschaftlichen, vegetationstechnischen und topografischen Eigenheiten der jeweiligen Regionen: Die Physiografie des Bundesstaats – von den Wäldern im Osten bis zu den Hochebenen und Becken im Norden und Westen – wirkt sich auch auf Temperaturen, Niederschlagsmengen sowie das Auftreten außergewöhnlicher Naturereignisse wie Hurrikans und Tornados aus. Westlich der Caprock-Barriere in den High Plains herrscht ein kontinentales Klima mit kalten Wintern und geringer Luftfeuchtigkeit. Die Trans-Pecos-Region im Südwesten wartet mit einem Gebirgsklima auf, wie man es ähnlich auch in New Mexico und Arizona findet. Im Osten von Texas wiederum dominiert ein feuchtes, subtropisches Klima.
Stark unterschiedlich fallen auch die Niederschlagsmengen aus. Die diesbezüglichen Zonen verlaufen vertikal vom Landesinneren im Westen nach Osten zur Küste. Die durchschnittlichen Jahresniederschlags-Mengen variieren von unter 35,5 cm in den Wüsten- und Gebirgsgebieten im Westen und Südwesten bis über 134 cm im südöstlichen Osttexas. Die Südspitze des Bundesstaats liegt bei der zonalen West–Ost-Anordnung etwa in der Mitte; die jährliche Niederschlagsmenge hier liegt zwischen 56 und 66 cm. Trockenste Region ist die Trans-Pecos-Region, feuchteste der nördliche Abschnitt der Golfküste und Osttexas. Zeiten und Intervalle von Niederschlägen variieren ebenfalls: Während die regenintensivsten Perioden in Zentral-, Nord- und Osttexas ins Frühjahr fallen, ist für Trans-Pecos sowie die High Plains das Halbjahr zwischen Mai und Oktober die regenreichste Jahreszeit. In den küstennahen Teilen der Golfregion wiederum sind Spätsommer und Frühherbst die regenreichsten Zeiten im Jahr.
Die Temperaturunterschiede orientieren sich ebenfalls an dem Gegensatz zwischen kontinental, maritim und gebirgsartig. Im in der High-Plains-Region gelegenen Panhandle dauert die Frostperiode von November bis Mitte April. Im südlichen Lower Valley im unteren Rio-Grande-Tal hingegen wird selten Frost vermeldet, im nördlich anschließenden Abschnitt der Golfküste lediglich sporadisch auftretender. Die tiefsten Temperaturen 2015 wurden mit −19 °C im Oldham County im Panhandle gemessen, die höchsten mit 45 °C in Crockett County in der westlichen Edwards-Plateau-Region. Exorbitante Temperaturrekorde im Minus-Bereich waren: 1899 und 1933 in Tulia (südliches Panhandle) und Seminole (Llano Estacado). Gemessener Wert: minus 30 °C. Rekordhalter im Plus-Bereich; beide jeweils 49 °C: Seymour (1936; Rolling-Thunder-Region westlich von Dallas) und Monahans (1994; nahe Mittellauf Pecos River).
Exorbitante Klima- und Wetterereignisse wie Dürren, Tornados und Hurrikans beeinflussen das Klima in Texas ebenfalls. Extreme Dürreperioden kommen lediglich in punktueller Form vor, moderate allerdings vergleichsweise regelmäßig. Von extremen Dürren am häufigsten in Mitleidenschaft gezogen ist die Region South Central; hier wurden zwischen 1901 und 2013 sechs Perioden mit extremer Dürre gemessen. Tornados sind ein weiteres Wetterereignis, das in Texas häufig auftritt. Ein Grund: Geografisch ist Texas Bestandteil der sogenannten „Tornado Alley“ – einer die westlichen Präriestaaten umfassenden Zone, die von Tornados überdurchschnittlich häufig in Mitleidenschaft gezogen wird. Ein Rekordjahr hier war 2016. Während 2015 lediglich 102 Tornados zu verzeichnen waren, betrug die Menge im Jahr darauf 248. Die texanische Golfküste wird darüber hinaus regelmäßig von Hurrikans in Mitleidenschaft gezogen. Nach Florida ist Texas der Bundesstaat mit dem meisten Tropensturm-Aufkommen. Der in Kategorie 4 eingestufte Hurrikan Harvey im Jahr 2017 richtete an der Küste vor Houston erhebliche Schäden an; die Anzahl der ums Leben gekommenen betrug rund 60.

### Administrative Gliederung

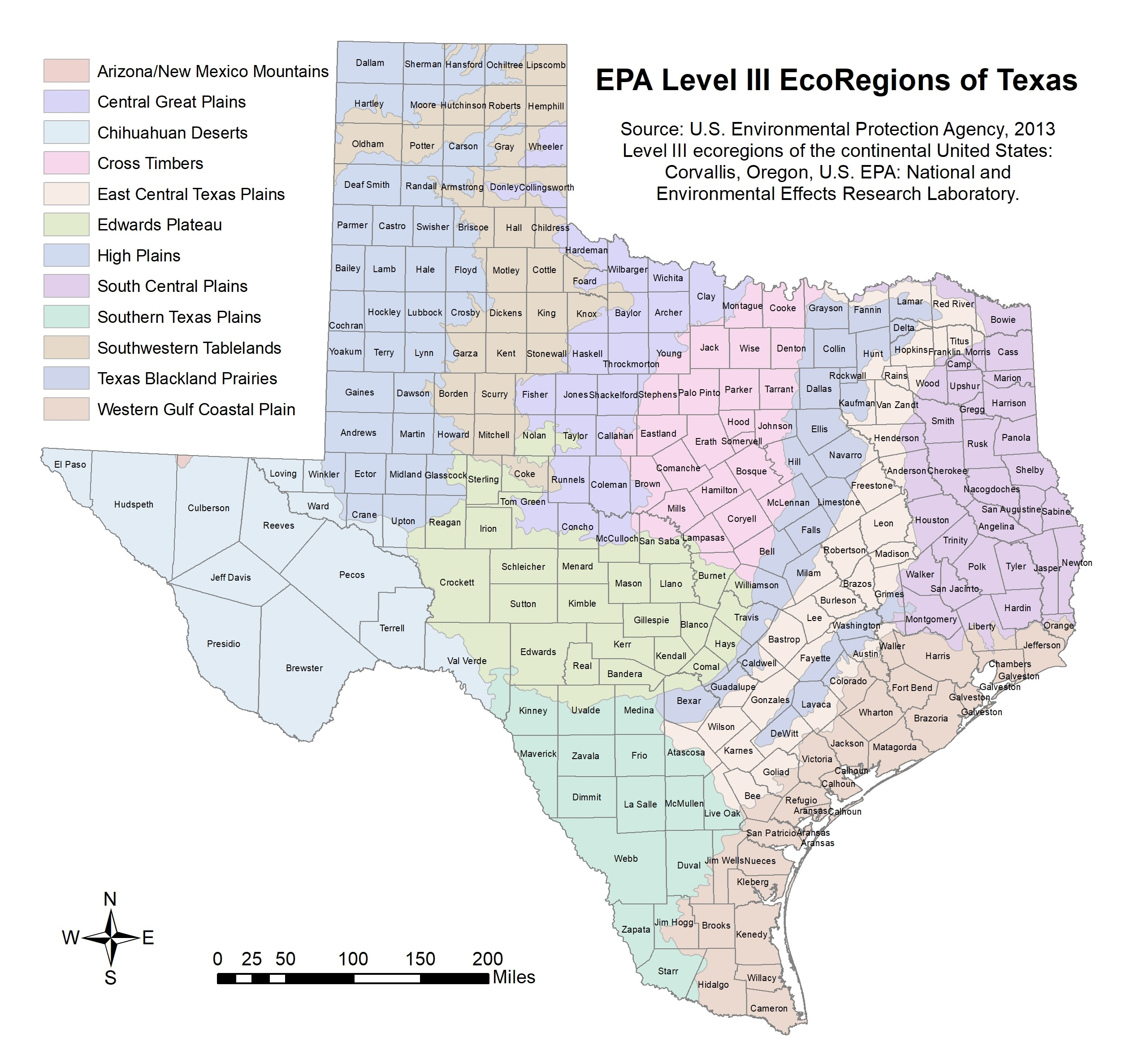
County-Untergliederung mit eingefärber Okoregionen-Lage

Texas ist in 254 Countys unterteilt. Dies sind die meisten Countys eines Staates der USA. Größe, Lage innerhalb des Bundesstaats sowie Anordnung spiegeln sowohl die texanische Besiedlungshistorie als auch die Bevölkerungsdichte. So sind die Counties in der östlichen Staatshälfte im Durchschnitt kleiner; außerdem orientieren sie sich an einer diagonalen Nordwest–Südost-Ausrichtung hin zur Golfküste. Die Counties im mitteltexanischen Plateau- und Präriegürtel haben eine rechteckige Form; der rechteckige Plan-Grundriss tritt besonders bei den rund zwei Dutzend Countys im Panhandle deutlich zutage. Die Counties der Trans-Pecos-Region im äußersten Südwesten liegen flächenmäßig zum Teil mehrfach über dem Durchschnitt; allerdings ist die Besiedlungsdichte hier vergleichsweise gering.
Bevölkerungsreichstes County ist Harris mit der osttexanischen Metropole Houston. Kleinstes County ist Loving. Es liegt am Rand der Trans-Pecos-Region; die Einwohnerzahl sank von 2017 bis zur Volkszählung 2020 von 81 auf 60. Zweit- und drittkleinste Countys sind Kenedy und King. Das an der südlichen Golfküste gelegene Kenedy County ist – bezogen auf die Einwohneranzahl von 350 – das viertkleinste, in Bezug auf die Fläche das drittkleinste. Geografisch das zweitkleinste und in Bezug auf die Einwohneranzahl von 265 zweitkleinste ist das im Norden nahe dem Panhandle-Beginn gelegene King County.
In einem Bogen vom inneren Tiefland-Texas bis in den Norden verteilen sich auch die urbanen Ballungszentren – respektive: Metropolitan Statistical Areas. Zentrum hier ist ein Gürtel, welcher sich von San Antonio über Austin bis hin zum nordtexanischen Ballungszentrum Dallas/Forth Worth zieht. Während im Osten die Region um Houston ein eindeutig identifizierbares urbanes Zentrum bildet, sind die restlichen der insgesamt 25 Metropolregionen stärker über den Bundesstaat gestreut. County-übergreifende Zentren dieser Art sind im Nordwesten etwa Amarillo, Lubbock und Abilene (Texas), in Osttexas Texarkana, Tyler und Longview und an der Golfküste beziehungsweise am unteren Rio Grande Beaumont/Port Arthur, Corpus Christi, Brownsville–Harlingen und Laredo.
Wie auch in anderen US-Bundesstaaten koexistieren in Texas „nasse“ und „trockene“ Counties. In Sachen Alkohol unreglementiert (in der üblichen Terminologie: „wet“, also „nass“) sind die von hispanischen Bewohnern dominierten Countys entlang des Rio Grande, ebenso die überwiegende Mehrheit der im zentralen östlichen Bundesstaats-Teil gelegenen. Eingeschränkt erlaubt sind Alkoholverkauf und -konsum im großen Rest des Bundesstaats. Als „dry“, also „trockene“ Countys, in denen Alkoholverkauf sowie Ausschank generell untersagt sind, wies der Texas Almanac 2018–2019 lediglich sieben in der nördlichen Präriezone gelegene Landkreise aus. Die Anzahl an Dry Countys sinkt seit Jahren; im Jahr 2005 führte die Seite texassafetynetwork.org noch 44 „trockene“ Landkreise auf.

## Bevölkerung

### Demografie
Altersstruktur
2014 waren
- bis 18 Jahre: 7.116.637 (26,4 %)
- 18–64 Jahre: 16.740.270 (62,1 %)
- 65 Jahre oder älter: 3.100.050 (11,5 %)

Das Medianalter betrug 34,3 Jahre (nationaler Durchschnitt der 50 US-Bundesstaaten: 37,7 Jahre).
49,6 % der Bevölkerung waren männlich und 50,4 % weiblich.

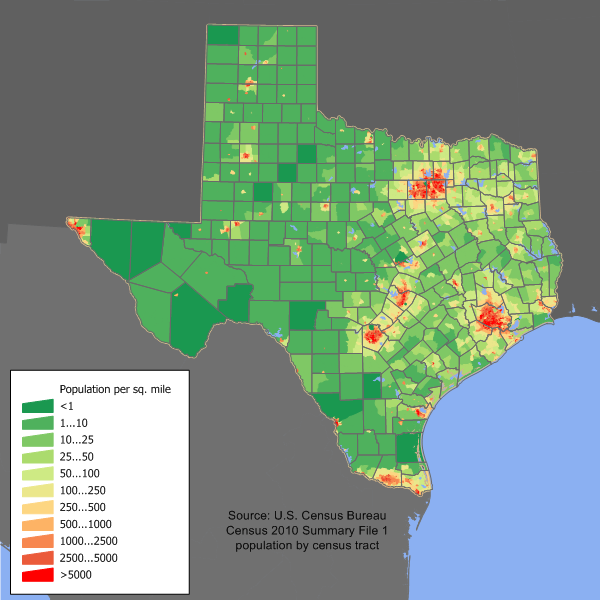
Bevölkerungsdichte

### Ethnien
Mit Stand 2020 hat Texas laut dem United States Census 2020 insgesamt 29.145.505 Einwohner, davon sind 40,2 % Latinos bzw. Hispanics, 39,8 % Weiße, 12,8 % Afroamerikaner, 6,1 % Asiaten, 1,4 % Indianer und 0,2 % Hawaiianer. Texas ist damit ein Majority-Minority-State, wo vermeintliche Minderheiten, wie Hispanics, die größte Bevölkerungsgruppe stellen.
Laut dem United States Census 2010 war das Bevölkerungswachstum in den Jahren von 2000 bis 2010 zu 65 % auf Latinos bzw. Hispanics zurückzuführen. Die hispanische Bevölkerung in Texas wuchs im 2000er Jahrzehnt somit um 42 Prozent an. Die Weiße Bevölkerung wuchs im selben Zeitraum, als sie noch die größte ethnische Bevölkerungsgruppe in Texas war, um 4,2 %. Die texanische Bevölkerung gehörte in den ersten beiden Jahrzehnten des 21. Jahrhunderts zu den am schnellsten wachsenden der Vereinigten Staaten.

#### Ethnische Bevölkerungsverteilung
Große Teile des Ostens, des Nordens und des Zentrums Texas’ werden von Weißen bewohnt, die protestantischen Kirchen angehören. Es handelt sich vor allem um Nachfahren von Einwanderern aus Großbritannien und Irland. Große Teile von Zentral- und Südost-Zentral-Texas werden von Weißen bewohnt, die deutsche Vorfahren haben. Afroamerikaner, die in der Vergangenheit ein Drittel der Bevölkerung ausmachten, leben vor allem in den Teilen von Texas, wo vor dem Bürgerkrieg die Baumwollplantagen besonders verbreitet waren, sowie in Dallas und Houston.

### Sprache
Nach Schätzungen einer American Community Survey aus dem Jahr 2020 sprechen nur 64,9 % der texanischen Bevölkerung Englisch bei sich zuhause. Ungefähr 30 % der Gesamtbevölkerung sprechen Spanisch. Gefolgt von Vietnamesisch, das 92.410 Texaner sprechen bzw. sprechen können. Chinesisch sprechen 86.370 Texaner. Etwa 50.546 Texaner sprechen Französisch oder eine französisch-kreolische Sprache. Deutsch und andere westgermanische Sprachen werden von 49.565 Einwohnern gesprochen, Arabisch von 47.170 Texanern, Tagalog von 40.124, Slawische Sprachen von 37.444 und Koreanisch von 31.673 Texanern.

### Religionen
Mit Stand 2020 sind 75,5 % der Bevölkerung in Texas dem Christentum zugehörig (47 % Protestanten (vor allem Mitglieder der Southern Baptist Convention und der United Methodist Church) und 28 % Katholiken), 20 % der Bevölkerung sind konfessionslos. Jeweils ein Prozent der Bevölkerung sind Juden, Muslime oder Buddhisten. Weitere 5 % der Bevölkerung vertreten einen anderen Glauben.

### Größte Städte
| Ort                                                                     |                |  |           | Einwohner |
| Houston                                                                 | Houston        |  | 2.099.451 | 2.099.451 |
| Houston                                                                 | Houston        |  | 1.953.631 | 1.953.631 |
| San Antonio                                                             | San Antonio    |  | 1.327.407 | 1.327.407 |
| San Antonio                                                             | San Antonio    |  | 1.144.646 | 1.144.646 |
| Dallas                                                                  | Dallas         |  | 1.197.816 | 1.197.816 |
| Dallas                                                                  | Dallas         |  | 1.188.580 | 1.188.580 |
| Austin                                                                  | Austin         |  | 790.390   | 790.390   |
| Austin                                                                  | Austin         |  | 656.562   | 656.562   |
| Fort Worth                                                              | Fort Worth     |  | 741.206   | 741.206   |
| Fort Worth                                                              | Fort Worth     |  | 534.694   | 534.694   |
| El Paso                                                                 | El Paso        |  | 741.206   | 741.206   |
| El Paso                                                                 | El Paso        |  | 534.694   | 534.694   |
| Arlington                                                               | Arlington      |  | 741.206   | 741.206   |
| Arlington                                                               | Arlington      |  | 534.694   | 534.694   |
| Corpus Christi                                                          | Corpus Christi |  | 305.215   | 305.215   |
| Corpus Christi                                                          | Corpus Christi |  | 277.454   | 277.454   |
| Plano                                                                   | Plano          |  | 259.841   | 259.841   |
| Plano                                                                   | Plano          |  | 222.030   | 222.030   |
| Laredo                                                                  | Laredo         |  | 236.091   | 236.091   |
| Laredo                                                                  | Laredo         |  | 176.576   | 176.576   |
| Lubbock                                                                 | Lubbock        |  | 229.573   | 229.573   |
| Lubbock                                                                 | Lubbock        |  | 199.564   | 199.564   |
| Garland                                                                 | Garland        |  | 226.876   | 226.876   |
| Garland                                                                 | Garland        |  | 215.768   | 215.768   |
| Einwohner 2000/2010: U.S. Census 2000 (grün) und U.S. Census 2010 (rot) |                |  |           |           |

## Geschichte

### Urgeschichte

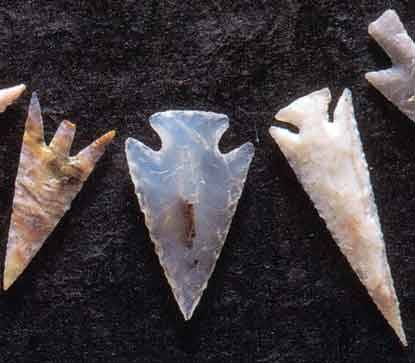
Projektilspitzen vom Alibates Flint Quarries National Monument im Norden von Texas. Die dortigen Funde reichen bis 11000 v. Chr. zurück.

In Texas wurden die bislang ältesten datierbaren Funde menschlicher Artefakte in Nordamerika gemacht. Im Buttermilk Creek Complex im Bell County wurden auf ein Alter zwischen 15.500 und 13.200 Jahren Before Present bestimmte Steingeräte und Abschläge entdeckt, die unter einem Fundhorizont der Clovis-Kultur lagen.
Texas liegt in zweien der Nordamerikanischen Kulturareale, einerseits Prärien und Plains, andererseits dem Südwesten. Die texanischen Paläoindianer der Zeit von 9200 bis 6000 v. Chr. standen in Beziehung zur Clovis-Kultur und der von Folsom. Sie hinterließen vor allem Spuren im Norden, im heutigen Alibates Flint Quarries National Monument. Sie lebten von der Jagd auf Mammut und Bison (bison latifrons). Die ältesten Funde machte man mit dem Midland Man, der 1953 im Midland County gefunden wurde, einer 1983 entdeckten Frau nahe Leander im Williamson County sowie mit einem Mann und einem Jungen bei Waco. Um 4000 v. Chr. entstanden am Pecos River Petroglyphen. Die ersten Maisbauern lebten um 1500 v. Chr. am unteren Pecos.
Um 500 v. Chr. entstand im Osten eine sesshafte Kultur, die unter dem Einfluss der Mississippi-Region stand, jenseits des Rio Pecos dominierte die Mogollon-Kultur.
Nach 700 begann der Bogen die Speerschleuder (Atlatl) zu verdrängen, Tonwaren wurden gefertigt. Der Handel mit Obsidian reichte im Norden bis in die Rocky Mountains, im Süden vor allem bis nach Teotihuacán. Zwischen etwa 800 und 1500 bestand die sogenannte Buried City, steinerne Wohnhäuser südöstlich von Perryton im Ochiltree County.
Die um 1150 bis 1450 lebenden Plains Village People gelten als Vorfahren der Caddo, Pawnee und Wichita. Sie lebten in dauerhaft bewohnten Großdörfern, deren Häuser aus einem, aber auch aus bis zu hundert Räumen bestanden. Vor 1500 sind sie, vermutlich durch Apachen, westwärts vertrieben worden.
Die Kulturen waren bei Ankunft der Spanier in zahlreiche ethnische Gruppen von verschiedener Zusammensetzung gegliedert. Zu ihnen gehörten die Alabama, Apachen, Atakapan, Bidai, Caddo, Coahuiltecan, Comanche, Cherokee, Choctaw, Coushatta, Hasinai, Jumano, Karankawa, Kickapoo, Kiowa, Tonkawa und Wichita.
Heute gibt es in Texas nur drei von der Bundesregierung in den 1960er und 1970er Jahren anerkannte Stämme, die Alabama-Coushatta, die aus der Verschmelzung einer Gruppe der Alabama mit den Coushatta hervorgegangen sind, den Kickapoo Traditional Tribe of Texas (am Rio Grande im Maverick County) sowie die Ysleta del Sur Pueblo in El Paso und Socorro. Daneben gibt es noch eine südtexanische Untergruppe des Kickapoo Tribe of Oklahoma. Sie waren 1839 von der Republik Texas nach Mexiko vertrieben worden.

### Spanier
1519 entstand durch den Spanier Alonso Álvarez de Pineda die erste kartografische Erfassung der texanischen Küste. Dies war auch der Beginn der spanischen Inbesitznahme des Territoriums. Im Jahr 1528 erlitt der Spanier Álvar Núñez Cabeza de Vaca an der Küste in der Gegend des heutigen Galveston Schiffbruch. Eine kleine Gruppe Überlebender marschierte quer durch die Indianergebiete bis nach Mexiko-Stadt und sorgte später für die Verbreitung der Legende von den „Sieben Städten aus Gold“, darunter Cibola. Mit der Hoffnung auf reiche Städte und Königreiche wurden auch Namen wie Quvira und ein großes Königreich Texas verbunden. Der Name stammt von den Indianer-Völkern im Osten des heutigen Texas, deren Begriff „thecas“ von den Spaniern als „Freund“ interpretiert wurde. Der spanische Abenteurer Francisco Vásquez de Coronado, angezogen durch diese Geschichte, durchquerte den westlichen Teil von Texas und Teile des heutigen New Mexico bis hinauf nach Kansas. Obwohl er die goldenen Städte nicht fand, hielt sich das Gerücht trotzdem über die Jahrhunderte.
In der Folgezeit entstanden viele Ortschaften und vor allem Missionen im heutigen Staatsgebiet von Texas. 1621 gründeten spanische Einwanderer die Stadt Corpus Christi de la Isleta. 1659 folgte El Paso.

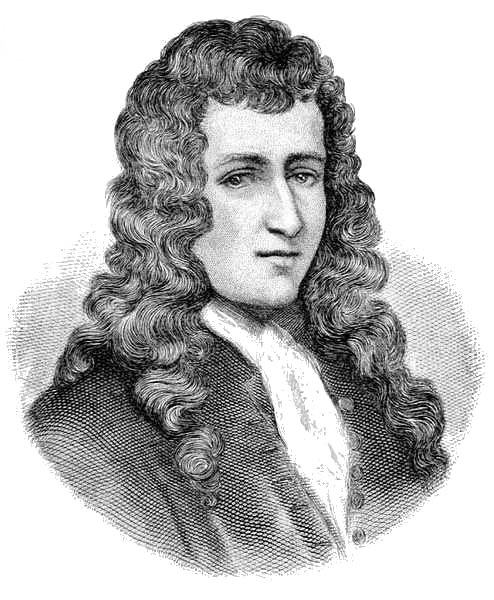
Robert Cavelier de La Salle

Zu einem französischen Kolonisierungsversuch auf dem Territorium von Texas kam es 1685. Der Abenteurer Robert Cavelier de La Salle erreichte per Schiff die Matagorda Bay und gründete dort das Fort St. Louis. Die Ansiedlung litt jedoch stark unter Indianerangriffen, Krankheiten und dem Verlust wichtigen Materials durch Schiffbrüche. Bereits zwei Jahre später wurde La Salle von seinen eigenen Leuten ermordet, als er versuchte, Hilfe zu holen. St. Louis wurde daraufhin aufgegeben; Texas war wieder spanisch. In den Siedlungen im Delta des Mississippi konnten sich die Franzosen jedoch behaupten. 1686 bis 1689 suchte Alonso de Leon, Gouverneur von Coahuila, die französische Kolonie und fand nur wenige Überlebende.
Im Zuge einer weiteren spanischen Expedition wurden mehrere Missionsstationen gegründet. So entstand 1718 die Mission San Antonio de Valero. Über 100 Jahre später ging diese Mission in die Geschichte als The Alamo ein. 1786 fand Pedro Vial einen Pfad von San Antonio nach Santa Fe, der aber keine Bedeutung als Handelsweg erlangte.

### Mexiko
1821 wurde Texas ein Teil des von Spanien unabhängig gewordenen Mexiko. Schon während des Mexikanischen Unabhängigkeitskrieges sammelten sich hier viele Abenteurer aus den Vereinigten Staaten an. Nachdem der nordamerikanische Oberst Stephen F. Austin 1823 die Genehmigung der Zentralregierung Mexikos erhalten hatte, mit 300 Familien im Staatsgebiet von Texas zu siedeln, gründete er die Stadt San Felipe de Austín. Die Vereinbarung mit Austin war sehr einfach. Er musste seine US-amerikanische Staatsbürgerschaft gegen eine mexikanische eintauschen und unterstand somit der mexikanischen Gerichtsbarkeit. Immer mehr Siedler aus dem Norden erreichten den Golf von Mexiko. Es war der Beginn der angloamerikanischen Kolonisation, bis 1835 siedelten etwa 45.000 Menschen aus dem Norden in Texas.

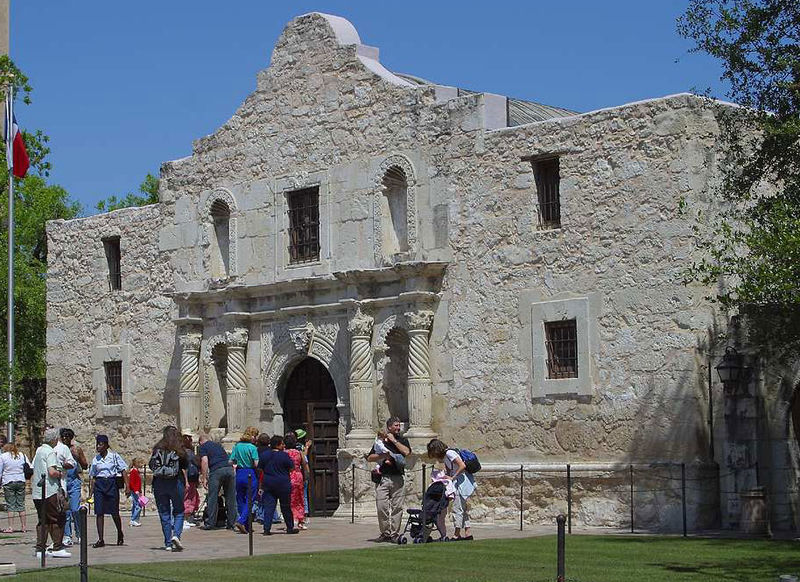
The Alamo in Texas

Die Spannungen zwischen amerikanischen Siedlern auf der einen und den Mexikanern und der mexikanischen Regierung unter Präsident General Santa Anna auf der anderen Seite wurden immer heftiger, als Mexiko die Sklaverei verbot. Weil die Vereinigten Staaten den ganzen Staat Texas kaufen wollten, verboten mexikanische Landesbehörden 1830 die weitere Immigration aus den USA. Besonders religiöse, kulturelle und politische Probleme schienen unüberwindlich. Doch neue Gesetze und Verordnungen gewährten den Siedlern in Texas so viel Ausnahmen und Freiheiten, dass die Spannungen abnahmen und 1835 zuerst ein relativ ruhiges Jahr war. Landspekulanten aus den USA schürten jedoch das Misstrauen gegen Mexiko. Als Stephen F. Austin bei einem Besuch in Mexiko-Stadt inhaftiert wurde und sich auf Grund persönlicher Enttäuschung gegen einen Verbleib in Mexiko aussprach, sahen Separatisten ihre Chance. Nach Austins Rückkehr erklärten sie in einer eilig einberufenen Versammlung die Loslösung Texas’ von Mexiko. Santa Anna entsandte deswegen kurz darauf Truppen (ca. 5000 Mann) nach Texas. Am 2. Oktober 1835 begann mit dem Gefecht von Gonzales der Texanische Unabhängigkeitskrieg.

### Republik Texas
Am 2. März 1836 riefen die Texaner, im Vertrauen auf den Beistand der demokratischen Partei in den Vereinigten Staaten, die sich für eine Vermehrung der Sklavenstaaten einsetzte, die unabhängige Republik Texas aus und ernannten den General Sam Houston zum militärischen Oberbefehlshaber. Das mexikanische Heer unter Santa Anna besetzte im Zuge der Feindseligkeiten San Felipe de Austín, die Hauptstadt von Texas.

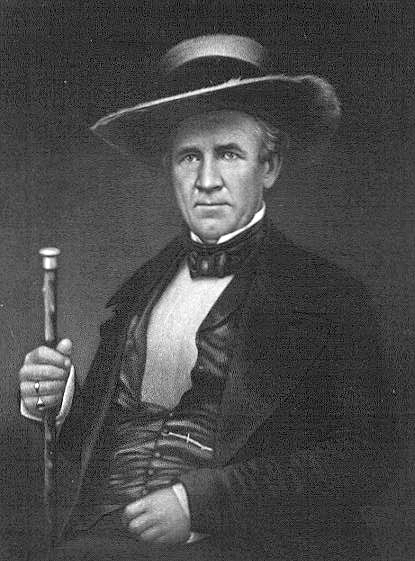
Sam Houston

Am 6. März 1836 wurde die Missionsstadt Alamo von den Mexikanern nach dreizehntägiger Belagerung eingenommen. Dabei kamen alle der etwa 190 Verteidiger ums Leben, darunter Davy Crockett, James Bowie und William Travis.
Die etwa 1600 Soldaten umfassenden mexikanischen Truppen wurden am 21. April 1836 in der Schlacht von San Jacinto von den Texanern unter Sam Houston überraschend geschlagen. Der mexikanische Präsident General Santa Anna wurde gefangen genommen. In den folgenden Jahren versuchte die mexikanische Regierung die Unabhängigkeit der Texaner durch weitere militärische Expeditionen rückgängig zu machen, scheiterte aber.
Als unabhängige Republik wurde Texas von Frankreich und dem Vereinigten Königreich am 23. November 1839 beziehungsweise am 14. November 1841 anerkannt. Erster Präsident der unabhängigen Nation und Republik Texas wurde Sam Houston. Stephen F. Austin wurde Außenminister seines Staates, starb aber bereits zwei Monate nach Amtsantritt an einem Lungenleiden.
Innenpolitisch war die junge Republik Texas in zwei Lager gespalten. Eine Gruppe, die von Sam Houston angeführt wurde, trat für einen schnellen Beitritt zu den Vereinigten Staaten ein. Die andere Gruppe, die von Mirabeau B. Lamar, dem zweiten Präsidenten der Republik, angeführt wurde, wollte einen solchen Schritt vermeiden. Stattdessen wurde an eine Expansion der Republik Texas bis zum Pazifik gedacht. Dabei sollte Texas quasi einen Pufferstaat zwischen Mexiko und den Vereinigten Staaten bilden. Schließlich setzte sich die Gruppe um Präsident Houston durch, der dieses Amt mit Unterbrechungen bis kurz vor dem Zusammenschluss mit den USA innegehabt hatte und von 1856 bis 1861 zudem Gouverneur des US-Bundesstaates wurde.

### US-Bundesstaat
Das Land wurde am 19. Februar 1845 von den USA annektiert; der US-Kongress billigte die Annexion am 1. März 1845 und beschloss am 29. Dezember 1845 die Aufnahme von Texas in die Union. Hierüber entbrannte 1846 der Mexikanisch-Amerikanische Krieg, der am 2. Februar 1848 mit dem Vertrag von Guadalupe Hidalgo endete. Mexiko verzichtete auf seine Ansprüche auf Texas und das Gebiet zwischen Rio Grande und Nueces River, doch schlug die Regierung der USA durch Beschluss vom 7. September 1850 einen Teil dieses Gebiets New Mexico zu, das inzwischen als Territorium an die Union angegliedert worden war. Texas erhielt hierfür eine Entschädigung von 10 Millionen Dollar.

Alte Karte vom Südosten

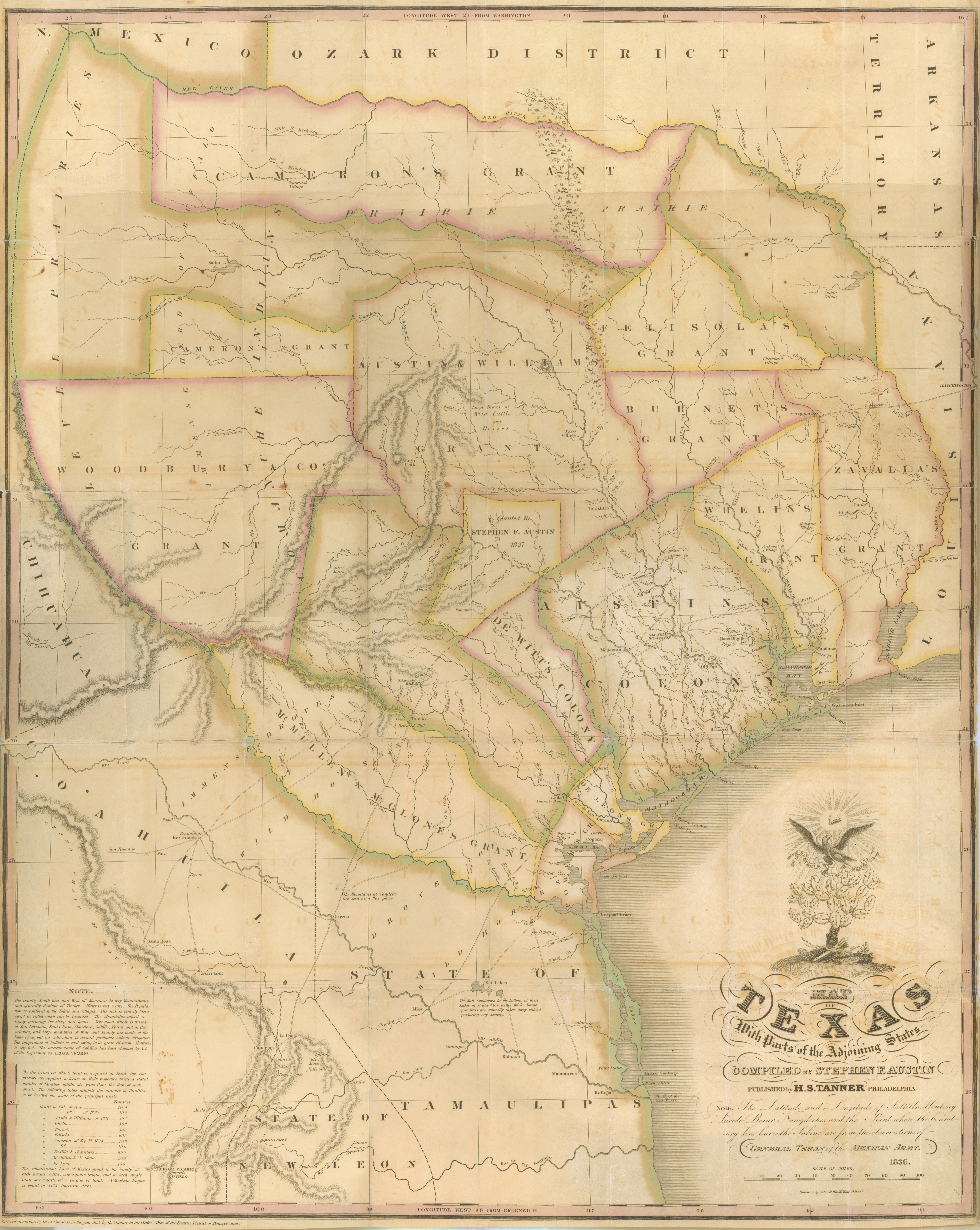
Karte von Stephen F. Austin, 1836

Der Wahlsieg des für seine strikten Prinzipien in der Sklavenfrage bekannten Abraham Lincoln in der Präsidentschaftswahl vom 6. November 1860 löste, beginnend mit South Carolina am 20. Dezember 1860, die Loslösung der sklavenhaltenden Südstaaten von der Union aus. Texas, dessen auf einem Konvent in Austin am 1. Februar 1861 beschlossene Austrittserklärung am 23. Februar per Referendum gebilligt wurde und damit zum 2. März in Kraft trat, war der siebte und letzte Südstaat, der noch vor dem Amtsantritt Abraham Lincolns am 4. März und dem Beginn des Sezessionskrieges aus der Union austrat und sich den Anfang Februar 1861 gegründeten Konföderierten Staaten von Amerika anschloss (siehe auch: Texas-Deutsche im Amerikanischen Bürgerkrieg). Nach Beendigung des Sezessionskrieges im Jahr 1865 setzte US-Präsident Andrew Johnson den Unionisten Andrew Jackson Hamilton als provisorischen Gouverneur von Texas ein. Der Prozess der Reconstruction endete für Texas am 30. März 1870 mit der Wiederaufnahme der Vertreter von Texas in den Kongress der Vereinigten Staaten.
Bis heute hält sich die fehlerhafte moderne Sage, dass Texas der einzige US-Bundesstaat sei, der das Recht zum beliebigen Wiederaustritt aus den Vereinigten Staaten habe, da er durch den Abschluss eines Vertrages in die Union aufgenommen wurde.

### Deutsche Einwanderer
Deutsche Einwanderer haben den US-Bundesstaat wesentlich mitgeprägt. Caroline Ernst war mit ihrer Familie die erste deutsche Siedlerin. Ein schwärmerischer Brief ihres Vaters nach Deutschland 1832 war einer der Auslöser für das deutsche Engagement in Texas.
Die organisierte deutsche Einwanderung begann 1834 mit den Dreißigern und ist vor allem der Gießener Auswanderungsgesellschaft und dem Verein zum Schutze deutscher Einwanderer in Texas, auch bekannt als Mainzer Adelsverein, zu verdanken. Nach der Märzrevolution von 1848 folgten noch einige der Forty-Eighters.
Zu Beginn des 20. Jahrhunderts waren etwa 100.000 Texaner deutschsprachig. Die meisten siedelten in Zentraltexas im so genannten Texas Hill Country, den German Hills im Bereich von Austin und San Antonio. Frühe Siedlungen waren die Latin Settlements, gegründet von deutschen Auswanderern. Vor allem der Einfluss des Ersten Weltkriegs führte zu einem deutlichen Rückgang der deutschen Sprache. Der deutsch-englische Mischdialekt wird auch Texasdeutsch genannt.
Der Einfluss deutscher Einwanderer zeigt sich an Ortsnamen wie New Braunfels (gegründet 1845 von Carl Prinz zu Solms-Braunfels, einem Mitglied des Mainzer Adelsvereins) und der Bezeichnung des Wasserparks Schlitterbahn. In New Braunfels, etwa 65 km südlich der Hauptstadt Austin, wird alljährlich das Wurstfest gefeiert. Im Ortsteil Gruene, gegründet 1872 von Henry D. Gruene, befindet sich die älteste erhaltene Dance Hall in Texas, die Gruene Hall. Sie ist heute ein historischer Ort für Live-Musik und Tanzveranstaltungen.
Auch bei Fredericksburg (gegründet 1846 und zu Ehren von Prinz Friedrich von Preußen (1794–1863), einem weiteren Mitglied des Mainzer Adelsvereins, „Friedrichsburg“ benannt) ist eine deutsche Kolonie. Die örtliche Handelskammer begrüßt Besucher im Internet mit „Willkommen“, die Speisekarten von Restaurants sind teilweise zweisprachig.
Bekannt wurde hier auch die Ansiedlung Luckenbach, welche in einem Lied, interpretiert von Waylon Jennings und Willie Nelson mit dem Titel Luckenbach, Texas erwähnt wurde. Das Lied brachte es immerhin zur Nummer 1 der US-Country-Charts. Bis zu 20.000 Texaner sprechen heute noch deutsch.
Auch Sorben aus der Lausitz wanderten Mitte des 19. Jahrhunderts in nennenswerter Zahl nach Texas aus und gründeten dort unter Führung von Jan Kilian unter anderem die Siedlung Serbin. Obwohl die Einwohner schon lange kein Sorbisch mehr sprechen, erinnern u. a. das Texas Wendish Heritage Museum und eine Wendish Heritage Society an dieses Kapitel texanischer Geschichte.

## Politik

### Verfassungsrecht
In der texanischen Gesetzgebung findet die Sunset-Klausel Anwendung.

### Electoral College
Im Electoral College stellt Texas seit 2024 insgesamt 40 Wahlmänner, die Zahl nahm in der Vergangenheit zu, da die texanische Bevölkerung schneller wuchs als die der gesamten USA.

### Politische Landschaft
Politisch ist Texas seit den 1970ern eine Hochburg der Republikaner, ein sogenannter „Red State“. Nur die demokratischen Präsidentschaftskandidaten John F. Kennedy, Lyndon B. Johnson, Hubert H. Humphrey und Jimmy Carter konnten seit Beginn der 1960er-Jahre in Texas siegen. Danach gewannen die Republikaner in Texas meist mit deutlichem Vorsprung. Hochburgen der Demokraten sind heute die Countys zwischen San Antonio und der mexikanischen Grenze (das sogenannte Rio Grande Valley) sowie die Countys im Raum Austin, El Paso und Houston.
Texas gilt heute in Europa als Hochburg des amerikanischen Konservatismus. Von 1874 bis 1979 gehörten im Rahmen des Solid South alle Gouverneure der demokratischen Partei an, die damals in den Südstaaten eine konservative und rassistische Politik betrieb. Dies änderte sich erst mit der Bürgerrechtsbewegung, als die Dixiecrats zu den Republikanern wechselten und die ehemalige Partei Abraham Lincolns somit für rassistische Wähler attraktiv wurde. Die Präsidenten George W. Bush und sein Vater George H. W. Bush machten in Texas Karriere. In den USA wird Texas zwar als durch und durch konservativ angesehen, aber Staaten wie Mississippi oder Alabama rangieren in der internen Ansicht noch deutlich vor Texas.
Seit Mitte der 2000er Jahre bahnt sich in Texas jedoch ein demographischer Wandel an, weshalb die Dominanz der Republikaner seither bröckelt. Betrug der Vorsprung des aus Texas stammenden George W. Bush sowohl 2000 und 2004 vor seinen demokratischen Mitbewerbern noch mehr als 20 Prozent – selbst Barack Obama lag 2008 und 2012 noch mehr als zehn Prozentpunkte hinter seinen Konkurrenten John McCain und Mitt Romney –, so änderte sich dies in der Folgezeit. Donald Trump lag 2016 lediglich neun Prozentpunkte vor Hillary Clinton und vier Jahre später schrumpfte sein Vorsprung vor Joe Biden auf fünfeinhalb Prozentpunkte. Von allen Staaten, in denen er 2020 eine Mehrheit erhielt, gewann er lediglich in Florida und North Carolina noch knapper. Aufgrund dieser Entwicklung war zunächst zu erwarten, dass sich Texas zu einem Swing State entwickelt, der ähnlich hart umkämpft sein wird wie zuvor lange Zeit Florida. Im Kontrast dazu siegte Trump 2024 jedoch mit mehr als zehn Prozentpunkten Vorsprung. Da der Staat nach Kalifornien die zweithöchste Zahl an Einwohnern und somit an Wahlmännern besitzt, ist er für die Republikaner bei Präsidentschaftswahlen für einen Sieg essentiell. Der letzte Republikaner, der eine Präsidentschaftswahl gewann, ohne in Texas eine Mehrheit zu erreichen, war Richard Nixon 1968.

### Todesstrafe
Sowohl in den USA als auch in Europa fällt Texas durch die rigorose Anwendung der Todesstrafe auf. Der Gouverneur von Texas kann im Gegensatz zu anderen Bundesstaaten die Häftlinge nicht in Eigenregie begnadigen. Eine Begnadigung durch den Gouverneur ist nur möglich, wenn der texanische Begnadigungsausschuss (Texas Board of Pardons and Paroles) eine Begnadigung empfiehlt. Liegt ein negativer Bescheid des Ausschusses vor, kann der Gouverneur lediglich die Hinrichtung um 30 Tage aufschieben. Bei der Zahl der Vollstreckungen nimmt Texas die Spitzenposition in den USA ein; von 1976 bis September 2015 wurden in Texas 528 Menschen hingerichtet, was 37 % aller Hinrichtungen in den USA entspricht.

### Kinder ohne Krankenversicherung
In keinem anderen Bundesstaat lebten 2010 so viele Kinder ohne Krankenversicherung (14 %).

### Marihuana
Freizeitmarihuana ist in Texas illegal. Einzelne Städte haben Cannabis jedoch entkriminalisiert, etwa Austin. Medizinisches Marihuana wurde im Juni 2025 legalisiert.

### Besondere Regeln an öffentlichen Schulen
Körperliche Züchtigungen von Schülern sind durch das sogenannte Paddle erlaubt. Texas zählt kontinuierlich zu den fünf US-Bundesstaaten, in denen die meisten Paddlings durchgeführt werden.
Stand 2021 herrschen in der Hälfte der texanischen Schulbezirke Vorgaben wie die, dass männliche Schüler keine langen Haare tragen dürfen.
Im Jahr 2025 wurde ein Gesetz in Kraft gesetzt, das vorschreibt, dass in allen Klassenräumen öffentlicher Schulen in Texas die Zehn Gebote ausgehängt werden müssen.

### Abtreibungsrecht
Im Jahr 2021 unterzeichnete Texas’ Gouverneur Greg Abbott die Heartbeat Bill, ein von der republikanischen Mehrheit im Regionalparlament, der Texas Legislature, beschlossenes texanisches Gesetz, das das Recht auf Abtreibung auf die Zeit bis zum Eintreten des Herzschlags eines Fötus (das etwa in der 6. Schwangerschaftswoche einsetzt) begrenzt. Das Gesetz enthielt eine Regelung, dass Bürger Personen verklagen können, die einer Schwangeren zu einer illegalen Abtreibung in Texas verholfen hatten. Im Fall einer erfolgreichen Klage erhielten die Kläger für jede illegale Abtreibung eine Prämie in Höhe von bis zu 10.000 US-Dollar, die die beklagte Person oder Einrichtung aufbringen musste. Durch diese zivilrechtliche Regelung sollte die Entscheidung Roe v. Wade des Obersten Gerichtshofs der Vereinigten Staaten umgangen werden. Da diese 2022 durch die Entscheidung Dobbs v. Jackson Women’s Health Organization aufgehoben wurde, werden wieder Freiheitsstrafen angedroht. Auch Schwangerschaftsabbruch vor dem Beginn des Herzschlags ist wieder strafbar. Nur noch bei Gefahr für das Leben der Schwangeren ist Schwangerschaftsabbruch straflos.

### Mitglieder im 119. Kongress
Die texanische Delegation im Repräsentantenhaus des 119. Kongresses besteht aus 25 Republikanern und 12 Demokraten. Ein Sitz ist seit dem Tod von Sylvester Turner vakant.
|  | Name                                    | Mitglied seit | Parteizugehörigkeit |
|  | --------------------------------------- | ------------- | ------------------- |
|  | Nathaniel Moran                         | 2023          | Republikaner        |
|  | Daniel Reed Crenshaw                    | 2019          | Republikaner        |
|  | Keith Self                              | 2023          | Republikaner        |
|  | Patrick „Pat“ Edward Fallon             | 2021          | Republikaner        |
|  | Lance Carter Gooden                     | 2019          | Republikaner        |
|  | John Kevin „Jake“ Ellzey Sr.            | 2021          | Republikaner        |
|  | Elizabeth Ann Pannill „Lizzie“ Fletcher | 2019          | Demokrat            |
|  | Morgan Luttrell                         | 2023          | Republikaner        |
|  | Alexander N. „Al“ Green                 | 2005          | Demokrat            |
|  | Michael Thomas McCaul                   | 2005          | Republikaner        |
|  | August Lee Pfluger II                   | 2021          | Republikaner        |
|  | Craig Goldman                           | 2025          | Republikaner        |
|  | Ronny Lynn Jackson                      | 2021          | Republikaner        |
|  | Randall „Randy“ Keith Weber             | 2013          | Republikaner        |
|  | Monica De La Cruz                       | 2023          | Republikaner        |
|  | Veronica Escobar                        | 2019          | Demokrat            |
|  | Peter Anderson Sessions                 | 2021          | Republikaner        |
|  | vakant                                  | 2025          |                     |
|  | Jodey Cook Arrington                    | 2017          | Republikaner        |
|  | Joaquín Castro                          | 2013          | Demokrat            |
|  | Charles Eugene „Chip“ Roy               | 2019          | Republikaner        |
|  | Troy Edwin Nehls                        | 2021          | Republikaner        |
|  | Ernest Anthony Gonzales II              | 2021          | Republikaner        |
|  | Elizabeth Ann Van Duyne                 | 2021          | Republikaner        |
|  | John Roger Williams                     | 2013          | Republikaner        |
|  | Brandon Gill                            | 2025          | Republikaner        |
|  | Michael Jonathan Cloud                  | 2018          | Republikaner        |
|  | Enrique „Henry“ Roberto Cuellar         | 2005          | Demokrat            |
|  | Sylvia Rodriguez Garcia                 | 2019          | Demokrat            |
|  | Jasmine Crockett                        | 2023          | Demokrat            |
|  | John Rice Carter                        | 2003          | Republikaner        |
|  | Julie Johnson                           | 2025          | Demokrat            |
|  | Marc Allison Veasey                     | 2013          | Demokrat            |
|  | Vicente González                        | 2017          | Demokrat            |
|  | Greg Casar                              | 2023          | Demokrat            |
|  | Brian Philip Babin                      | 2015          | Republikaner        |
|  | Lloyd Doggett                           | 1995          | Demokrat            |
|  | Wesley Hunt                             | 2023          | Republikaner        |

|  | Name                     | Mitglied seit | Parteizugehörigkeit |
|  | ------------------------ | ------------- | ------------------- |
|  | Rafael Edward „Ted“ Cruz | 2013          | Republikaner        |
|  | John Cornyn III          | 2002          | Republikaner        |

| Jahr | Gewinner in Texas         | Prozent         | Stimmen         | Gegenkandidat                 | Prozent                            | Stimmen                            |
| ---- | ------------------------- | --------------- | --------------- | ----------------------------- | ---------------------------------- | ---------------------------------- |
| 2024 | Donald Trump (R)          | 56,05           | 6.393.597       | Kamala Harris (D)             | 42,39                              | 4.835.250                          |
| 2020 | Donald Trump (R)          | 52,06           | 5.890.347       | Joe Biden (D)                 | 46,48                              | 5.259.126                          |
| 2016 | Donald Trump (R)          | 52,10           | 4.685.047       | Hillary Clinton (D)           | 43,12                              | 3.877.868                          |
| 2012 | Mitt Romney (R)           | 57,13           | 4.569.843       | Barack Obama (D)              | 41,35                              | 3.308.124                          |
| 2008 | John McCain (R)           | 55,38           | 4.479.328       | Barack Obama (D)              | 43,63                              | 3.528.633                          |
| 2004 | George W. Bush (R)        | 61,09           | 4.526.917       | John Kerry (D)                | 38,22                              | 2.832.704                          |
| 2000 | George W. Bush (R)        | 59,30           | 3.799.639       | Al Gore (D)                   | 37,98                              | 2.433.746                          |
| 1996 | Bob Dole (R)              | 48,76           | 2.736.167       | Bill Clinton (D)              | 43,83                              | 2.459.683                          |
| 1996 | Bob Dole (R)              | 48,76           | 2.736.167       | Ross Perot (RE)               | 6,75                               | 378.537                            |
| 1992 | George H. W. Bush (R)     | 40,56           | 2.496.071       | Bill Clinton (D)              | 37,08                              | 2.281.815                          |
| 1992 | George H. W. Bush (R)     | 40,56           | 2.496.071       | Ross Perot (I)                | 22,01                              | 1.354.781                          |
| 1988 | George H. W. Bush (R)     | 55,95           | 3.036.829       | Michael Dukakis (D)           | 43,35                              | 2.352.748                          |
| 1984 | Ronald Reagan (R)         | 63,61           | 3.433.428       | Walter Mondale (D)            | 36,11                              | 1.949.276                          |
| 1980 | Ronald Reagan (R)         | 55,28           | 2.510.705       | Jimmy Carter (D)              | 41,42                              | 1.881.147                          |
| 1980 | Ronald Reagan (R)         | 55,28           | 2.510.705       | John B. Anderson (I)          | 2,46                               | 111.613                            |
| 1976 | Jimmy Carter (D)          | 51,14           | 2.082.319       | Gerald Ford (R)               | 47,97                              | 1.953.300                          |
| 1972 | Richard Nixon (R)         | 66,20           | 2.298.896       | George McGovern (D)           | 33,24                              | 1.154.291                          |
| 1968 | Hubert H. Humphrey (D)    | 41,14           | 1.266.804       | Richard Nixon (R)             | 39,87                              | 1.227.844                          |
| 1968 | Hubert H. Humphrey (D)    | 41,14           | 1.266.804       | George Wallace (AI)           | 18,97                              | 584.269                            |
| 1964 | Lyndon B. Johnson (D)     | 63,32           | 1.663.185       | Barry Goldwater (R)           | 36,49                              | 958.566                            |
| 1960 | John F. Kennedy (D)       | 50,52           | 1.167.567       | Richard Nixon (R)             | 48,52                              | 1.121.310                          |
| 1956 | Dwight D. Eisenhower (R)  | 55,26           | 1.080.619       | Adlai Ewing Stevenson (D)     | 43,98                              | 859.958                            |
| 1956 | Dwight D. Eisenhower (R)  | 55,26           | 1.080.619       | T. Coleman Andrews (I)        | 0,75                               | 15.591                             |
| 1952 | Dwight D. Eisenhower (R)  | 53,13           | 1.102.878       | Adlai Ewing Stevenson (D)     | 46,69                              | 969.228                            |
| 1948 | Harry S. Truman (D)       | 65,96           | 824.235         | Thomas E. Dewey (R)           | 24,29                              | 303.467                            |
| 1948 | Harry S. Truman (D)       | 65,96           | 824.235         | Strom Thurmond (SD)           | 9,11                               | 113.776                            |
| 1944 | Franklin D. Roosevelt (D) | 71,42           | 821.605         | Thomas E. Dewey (R)           | 16,64                              | 191.425                            |
| 1940 | Franklin D. Roosevelt (D) | 80,92           | 909.974         | Wendell Willkie (R)           | 18,91                              | 212.692                            |
| 1936 | Franklin D. Roosevelt (D) | 87,08           | 739.952         | Alf Landon (R)                | 12,32                              | 104.661                            |
| 1932 | Franklin D. Roosevelt (D) | 88,06           | 760.348         | Herbert Hoover (R)            | 11,35                              | 97.959                             |
| 1928 | Herbert Hoover (R)        | 51,77           | 367.036         | Alfred E. Smith (D)           | 48,10                              | 341.032                            |
| 1924 | John W. Davis (D)         | 73,70           | 484.605         | Calvin Coolidge (R)           | 19,78                              | 130.023                            |
| 1924 | John W. Davis (D)         | 73,70           | 484.605         | Robert M. La Follette sr. (P) | 6,52                               | 42.881                             |
| 1920 | James M. Cox (D)          | 59,34           | 288.767         | Warren G. Harding (R)         | 23,54                              | 114.538                            |
| 1920 | James M. Cox (D)          | 59,34           | 288.767         | Parley P. Christensen (FL)    | In Texas nicht auf dem Stimmzettel | In Texas nicht auf dem Stimmzettel |
| 1916 | Woodrow Wilson (D)        | 76,92           | 286.514         | Charles Evans Hughes (R)      | 17,45                              | 64.999                             |
| 1912 | Woodrow Wilson (D)        | 72,73           | 219.489         | Theodore Roosevelt (P)        | 9,46                               | 28.853                             |
| 1912 | Woodrow Wilson (D)        | 72,73           | 219.489         | William Howard Taft (R)       | 8,77                               | 26.577                             |
| 1908 | William J. Bryan (D)      | 73,97           | 217.302         | William Howard Taft (R)       | 22,35                              | 65.666                             |
| 1904 | Alton B. Parker (D)       | 71,45           | 167.200         | Theodore Roosevelt (R)        | 21,9                               | 51.242                             |
| 1900 | William J. Bryan (D)      | 63,12           | 267.432         | William McKinley (R)          | 30,83                              | 130.641                            |
| 1896 | William J. Bryan (D)      | 68,00           | 370.434         | William McKinley (R)          | 30,75                              | 167.520                            |
| 1892 | Grover Cleveland (D)      | 56,65           | 239.148         | James B. Weaver (P)           | 23,61                              | 99.688                             |
| 1888 | Grover Cleveland (D)      | 65,70           | 234.883         | Benjamin Harrison (R)         | 24,73                              | 88.422                             |
| 1884 | Grover Cleveland (D)      | 69,26           | 225.309         | James G. Blaine (R)           | 28,63                              | 93.141                             |
| 1880 | Winfield S. Hancock (D)   | 64,71           | 156.428         | James A. Garfield (R)         | 23,95                              | 57.893                             |
| 1880 | Winfield S. Hancock (D)   | 64,71           | 156.428         | James B. Weaver (G)           | 11,34                              | 27.405                             |
| 1876 | Samuel J. Tilden (D)      | 70,04           | 104.755         | Rutherford B. Hayes (R)       | 29,96                              | 44.800                             |
| 1872 | Horace Greeley (LR)       | 57,07           | 66.546          | Ulysses S. Grant (R)          | 40,71                              | 47.468                             |
| 1868 | keine Teilnahme           | keine Teilnahme | keine Teilnahme | keine Teilnahme               | keine Teilnahme                    | keine Teilnahme                    |
| 1864 | keine Teilnahme           | keine Teilnahme | keine Teilnahme | keine Teilnahme               | keine Teilnahme                    | keine Teilnahme                    |
| 1860 | John C. Breckinridge (D)  | 75,50           | 47.454          | John Bell (CU)                | 24,50                              | 15.383                             |
| 1860 | John C. Breckinridge (D)  | 75,50           | 47.454          | Stephen A. Douglas (D)        | 0,0                                | 18                                 |
| 1860 | John C. Breckinridge (D)  | 75,50           | 47.454          | Abraham Lincoln (R)           | In Texas nicht auf dem Stimmzettel | In Texas nicht auf dem Stimmzettel |
| 1856 | James Buchanan (D)        | 66,59           | 31.169          | Millard Fillmore (A)          | 33,41                              | 15.639                             |
| 1856 | James Buchanan (D)        | 66,59           | 31.169          | John C. Frémont (R)           | In Texas nicht auf dem Stimmzettel | In Texas nicht auf dem Stimmzettel |
| 1852 | Franklin Pierce (D)       | 73,07           | 13.552          | Winfield Scott (W)            | 26,93                              | 4.995                              |
| 1852 | Franklin Pierce (D)       | 73,07           | 13.552          | John P. Hale (F)              | In Texas nicht auf dem Stimmzettel | In Texas nicht auf dem Stimmzettel |
| 1848 | Lewis Cass (D)            | 70,29           | 10.668          | Zachary Taylor (W)            | 29,71                              | 4.509                              |
| 1848 | Lewis Cass (D)            | 70,29           | 10.668          | Martin Van Buren (F)          | In Texas nicht auf dem Stimmzettel | In Texas nicht auf dem Stimmzettel |

### Kongress
- Liste der US-Senatoren aus Texas
- Liste der Mitglieder des US-Repräsentantenhauses aus Texas

### Gouverneure
- Liste der Gouverneure von Texas
- Liste der Vizegouverneure von Texas

### Rechtsordnung
An der Spitze der Judikative steht der Supreme Court of Texas als Oberstes Gericht des Bundesstaates.

### Staatssymbole
Nationalflaggen von Texas
Die erste Nationalflagge von Texas diente als „bürgerliche Flagge“ seit November 1835. Sie zeigte die Nationalfarben von Mexiko mit der Aufschrift „1824“ (Jahr der mexikanischen Verfassung).
Bei der angeblichen Nationalflagge vom März 1836 – blau, mit weißem Stern und den kreisförmig angeordneten Buchstaben T E X A S – handelt es sich um eine Fälschung.

November 1835 bis 10. Dezember 1836
10. Dezember 1836 bis 25. Januar 1839
Seit 25. Januar 1839 die Flagge des US-Bundesstaats (Seitenverhältnis 2:3)

Staatslied
Seit 1929 ist „Texas, our Texas“ Staatslied.
Staatsblume
Seit 1901 ist die Lupinenart Bluebonnet (Lupinus texensis) Staatsblume von Texas.
Staatsvogel
Seit 1927 ist die Spottdrossel (Mockingbird) Staatsvogel.
Staatsbaum
Seit 1919 ist der Pekanbaum Staatsbaum. Seine Nüsse finden vielfältige Verwendung in der texanischen Küche.
Staatshund
Seit 2005 ist der Blue Lacy State Dog von Texas.
Staatsmusik
Seit 2011 ist der Western Swing aufgrund eines Beschlusses von Senat und Repräsentantenhaus des Staates Texas die „official State Music of Texas“.

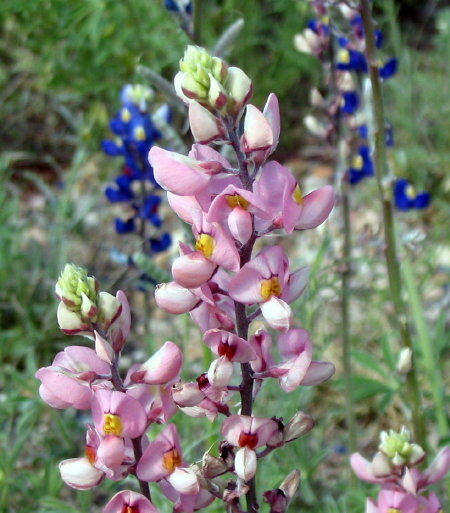
Staatsblume Bluebonnet
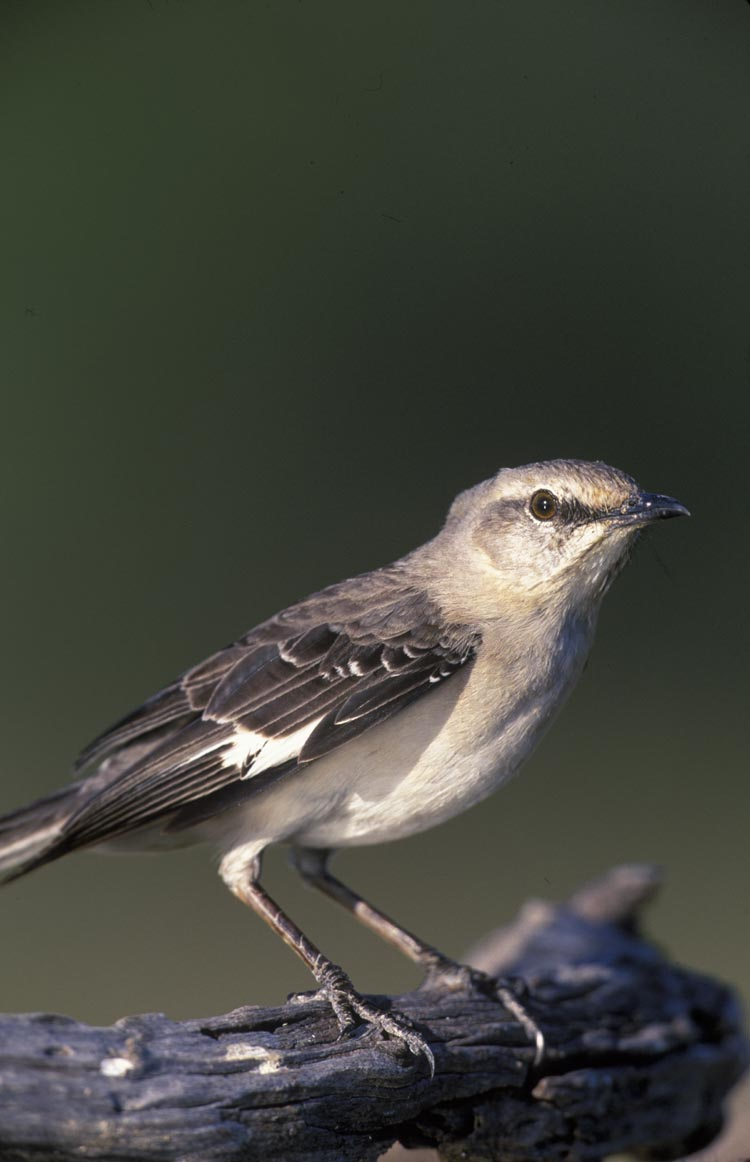
Staatsvogel Spottdrossel
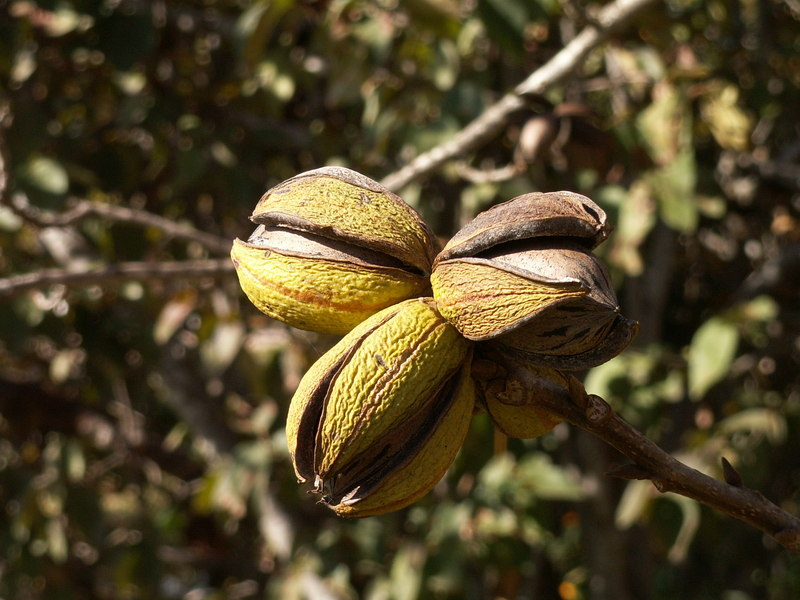
Staatsbaum Pekanbaum
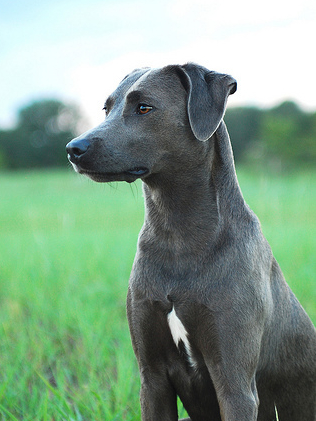
Staatshund Blue Lacy

## Kultur und Sehenswürdigkeiten

### Museen
Das größte Kunstmuseum des Staates Texas ist das Museum of Fine Arts, Houston in Houston, das über eine Sammlung von 56.000 Objekten verfügt und zudem bedeutende Ausstellungen beheimatet.

### Musik
Folgende bekannte Bands stammen aus Texas: Absu, At The Drive-In, Butthole Surfers, Dixie Chicks, Pantera, ZZ Top. Daneben zahlreiche Musiker und Musikerinnen wie Beyoncé, Buddy Holly, Guy Clark, Janis Joplin, Johnny Winter, Edgar Winter, Kelly Clarkson, Kris Kristofferson, Lead Belly, Roky Erickson, Roy Orbison, Sam Lightnin’ Hopkins, Stevie Ray Vaughan, T-Bone Walker, Waylon Jennings und Willie Nelson.

### Küche
In Texas spielt das Barbecue (kurz BBQ) im Alltag eine wichtige Rolle. In Taylor, nordöstlich von Austin, findet jährlich das „International Barbecue Cookoff“, ein Fest mit vielen BBQ-Speisen, statt. Darüber hinaus ist Texas für seine Chili-Gerichte bekannt. Die Küche des Bundesstaats ist mexikanisch beeinflusst, eine Spezialität ist daher das Chicken Fried Steak.

### Parks
| Nationalpark                                                                                    | Lage                                                             | Ansicht |
| ----------------------------------------------------------------------------------------------- | ---------------------------------------------------------------- | ------- |
| Big-Bend-Nationalpark - Texas - 306.641 Besucher (2003) - gegründet 12. Juni 1944               | Big-Bend-Nationalpark · Karte der Vereinigten Staaten            |         |
| Guadalupe-Mountains-Nationalpark - Texas - 179.188 Besucher (2003) - gegründet 15. Oktober 1966 | Guadalupe-Mountains-Nationalpark · Karte der Vereinigten Staaten |         |

Außerdem gibt es in Texas ein National Monument: Alibates Flint Quarries National Monument im Norden des Staates. Dabei handelt es sich um eine Fundstelle von Feuerstein, die Indianer und ihre Vorgänger-Kulturen zwischen 11000 v. Chr. und ca. 1870 genutzt haben, um aus dem Material Werkzeuge und Waffen zu fertigen.

### Sport
Texas ist Heimat unterschiedlicher Sportmannschaften in den fünf großen Sportligen des Landes. Die Basketballteams der San Antonio Spurs, Houston Rockets und der Dallas Mavericks spielen allesamt in der NBA. American Football genießt in Texas ebenfalls einen sehr hohen Stellenwert. Mit den Dallas Cowboys und den Houston Texans sind zwei Teams in der NFL beheimatet. In der MLB gehen mit den Houston Astros und den Texas Rangers ebenfalls zwei in Texas beheimatete Teams an den Start. Die Dallas Stars spielen in der nordamerikanischen Eishockeyliga NHL. Auch Fußball erfährt in Texas stetig wachsende Begeisterung. Die Houston Dynamo, der Austin FC und der FC Dallas spielen in der höchsten Fußballliga, der MLS.

## Wirtschaft und Infrastruktur

### Wirtschaft
Wichtigste Wirtschaftszweige sind:
- Erdöl- und Erdgasförderung
- Erdölraffinerien
- Petrochemie
- Landwirtschaft, hauptsächlich Baumwolle, Weizen, Zitrusfrüchte, Reis, Mais, Hafer, Gemüse
- Viehhaltung (Rinder, Schafe)
- Nahrungsmittelindustrie
- Luft- und Raumfahrtindustrie
- Gesundheitswesen
- Elektronische Industrie
- Tourismus

In Texas wird das meiste Öl der USA gefördert. Texas ist nach Kalifornien der zweitwichtigste Industrie- und Handelsstaat der USA. Das BIP betrug im Jahr 2023 2.583 Milliarden USD, was ca. 9,3 Prozent am Gesamt-BIP der USA ausmachte. Damit steht Texas auf einer Stufe mit Ländern wie Brasilien oder Kanada. Das Bruttoinlandsprodukt pro Kopf (engl. per capita GDP) betrug 2023 85.110 USD (Durchschnitt der 50 US-Bundesstaaten: 82.439 USD; nationaler Rangplatz: 15). Seit Texas 2002 Kalifornien als exportstärksten US-Bundesstaat ablöste, war Texas in jedem Jahr der US-Bundesstaat mit den höchsten Exporten: 2020 exportierte der Staat Güter im Wert von 279,3 Milliarden US-Dollar, mehr als die drei folgenden exportstärksten US-Bundesstaaten zusammen. Die Arbeitslosenquote lag im November 2017 bei 3,8 % (Landesdurchschnitt: 4,1 %).
Aufgrund der günstigen Rahmenbedingungen in Texas hinsichtlich Steuern und Regulierung haben zwischen 2018 und 2024 zahlreiche große Unternehmen aus Bundesstaaten wie New York oder Kalifornien ihren Hauptsitz nach Texas verlegt. Dazu zählten große Namen wie Tesla, Caterpillar, McKesson, Oracle oder Hewlett Packard.

#### Staatsfonds
Texas verfügt mit dem Texas Permanent School Fund und dem Permanent University Fund über zwei der größten Staatsfonds der USA. Die Fonds speisen sich aus Kapitalerträgen, Lizenzgebühren für Öl, Gas und Mineralien sowie Pachtverträgen. Ihre Erträge und Ausschüttungen kommen hauptsächlich dem Bildungswesen des Bundesstaates zugute.

### Energieversorgung
Ende 2022 waren in Texas 18.586 Windkraftanlagen in Betrieb. Sie hatten eine Gesamtkapazität von 37.422 Megawatt (2016: 18.500 MW; Mitte 2020: mehr als 15.100 Anlagen mit insgesamt 30.217 Megawatt). Damit ist Texas in den USA führend in der Windenergienutzung und in den USA führend in der Nutzung regenerativer Energien (mit einer regenerativen Erzeugung von 138538 GWh).
Texas hat mehr Windleistung installiert als Länder wie Spanien oder das Vereinigte Königreich, nur übertroffen von China, Deutschland und Indien. Wegen des großen Strombedarfs in Texas kamen 2022 trotz der hohen Windleistung nur 24,48 % des erzeugten Stroms aus Windkraft; 44,72 % wurden aus Erdgas erzeugt, 17,60 % aus Kohle, 8,58 % in Kernkraftwerken und 5,23 % aus Solarenergie.
In Texas wurden 2023 Photovoltaikanlagen mit einer Gesamtleistung von 6,5 GW neu installiert. Laut dem Interessenverband Solar Energy Industries Association kommen bis 2033/24 allein in Texas weitere 100 Gigawatt hinzu. Wegen Texas' Nähe zum Äquator sind die Tage in der kalten Jahreszeit relativ lang und die Sonnenstrahlen treffen in einem relativ steilen Winkel auf die Erdoberfläche. Der Inflation Reduction Act hat in den USA einen großen Investitionsschub ausgelöst: 2023 wurden 265 Milliarden US-Dollar in saubere Energie investiert.
Durch einen Kälteeinbruch im Februar 2021 kam es zu Elektrizitätsausfällen in rund 4,4 Millionen Haushalten und zu einer Trinkwasserkrise in Privathäusern, Flughäfen und Krankenhäusern, weil vielerorts Wasserleitungen platzten oder Pumpen einfroren; Hauptgrund für die tagelangen Stromausfälle war ein Entscheid aus den 1930er Jahren, das texanische Stromnetz nicht mit anderen Bundesstaaten zu verbinden, um autark agieren zu können. Stromlieferungen aus anderen Bundesstaaten nach Texas waren deshalb nicht möglich. Bereits zehn Jahre zuvor hatte ein Wintersturm Ausfälle verursacht, woraufhin US-Bundesbehörden dem texanischen Stromnetz Schwächen bei einem extremen Wintereinbruch attestierten.

### Verkehr
Texas verfügt mit dem Hafen von Houston über den, nach umgeschlagenen Tonnen, zweitgrößte Seehafen der Vereinigten Staaten.

#### Straßen
Die erste Autobahn im Bundesstaat Texas war der Gulf Freeway, heute Teil des Interstate 45, der 1948 in Houston eröffnet wurde und in Richtung Galveston führte. Texas ist der Bundesstaat in den Vereinigten Staaten mit der höchsten Gesamtlänge an Highwaystrecken, welche alle asphaltiert sind. Aus Gründen der Unterhaltungsfinanzierung existieren in Texas mehr mautpflichtige Strecken als in anderen Bundesstaaten. Der Südteil des Texas State Highway 130 weist mit einem Tempolimit von 85 Meilen pro Stunde (137 km/h) die höchste erlaubte Geschwindigkeit auf öffentlichen Straßen in den USA auf.

#### Luftverkehr und Raumfahrt
Texas ist ein Zentrum der US-amerikanischen Luftfahrt und knapp 400 Flughäfen und Heliports befinden sich in dem Bundesstaat. Mit dem Flughafen Houston und dem Flughafen Dallas-Fort Worth befinden sich zwei der weltgrößten Flughäfen in Texas. Ebenfalls von regionaler bzw. nationaler Bedeutung sind die Flughäfen Austin-Bergstrom, Dallas Love Field, William P. Hobby, San Antonio und El Paso. Die American Airlines Group ist in Fort Worth beheimatet.
Mit der Starbase in der Nähe von Brownsville befindet sich ein Weltraumbahnhof des Unternehmens SpaceX in Texas.

#### Eisenbahn
Die erste Eisenbahnlinie in Texas war die Buffalo Bayou, Brazos and Colorado Railway und wurde Mitte des 19. Jahrhunderts errichtet. Seit 1911 steht Texas bei der Länge der Eisenbahnschienenkilometer innerhalb der USA an der Spitze. Die Länge der texanischen Eisenbahnstrecken erreichte 1932 mit 17.078 Meilen (27.484 km) ihren Höhepunkt, ging aber bis zum Jahr 2000 auf 14.006 Meilen (22.540 km) zurück. Ursprünglich war die Railroad Commission of Texas für die Regulierung der staatlichen Eisenbahnen zuständig. 2005 übertrug der Staat diese Aufgaben an das Texas Department of Transportation (TxDOT). Die Eisenbahn wird im 21. Jahrhundert überwiegend für den Gütertransport genutzt. Amtrak bietet noch einen eingeschränkten Personenverkehr zwischen Städten an.
Mit dem MetroRail Houston und dem Dallas Area Rapid Transit verfügt Texas über zwei Light-Rail-Systeme.

### Bildung
Staatliche Universitäten
Die wichtigsten staatlichen Universitäten sind in dem University of Texas System mit Hauptstandort in Austin, dem Texas A&M University System, dem Texas Tech University System, dem University of Houston System und dem Texas State University System zusammengefasst. Weitere staatliche Hochschulen sind die University of North Texas, die Midwestern State University, die Stephen F. Austin State University und die Texas Southern University.
Private Hochschulen
Die bekanntesten privaten Hochschulen sind die Rice University, die Southern Methodist University, die Baylor University sowie die Texas Christian University.
Weitere Hochschulen sind in der Liste der Universitäten in Texas verzeichnet.